# Liste d'ordres civils et militaires
La liste d'ordres civils et militaires récapitule les différents ordres en fonction des pays.
Les ordres ci-dessous sont classés par pays et par date de fondation. En gras sont indiqués les ordres nationaux les plus importants dans l'ordre de préséance.

## Généralités
Un ordre est à proprement parler un rassemblement de personnes constituant une personnalité morale ; le tiers état constitue un ordre dans la société française de l'Ancien Régime. L'idée de distinguer des membres de la société par leurs mérites et de les faire intégrer une communauté valorisée remonte au XVe siècle mais n'est vraiment effective qu'avec la création des ordres honorifiques du XIXe siècle.
Les ordres honorifiques sont les héritiers des ordres militaires, du point de vue de la symbolique, par le biais des ordres de chevalerie. C'est à partir des XVe-XVIe siècles que ces derniers se développent. Créés initialement dans le but de récompenser les personnes méritantes, ils servent également d'ornement, certaines décorations étant de véritables bijoux, et sont devenus pour certains des emblèmes nationaux.
D'un ordre à l'autre on retrouve des caractéristiques semblables :
- Appartenance à un État
- Existence d'un grand maître (souverain ou chef de l'État)
- Existence de statuts qui règlementent la vie de l'ordre
- Existence d'une chancellerie
- Existence d'insignes spécifiques (croix, plaques, ruban)
- Recrutement libre à tous les groupes de la société et non plus limité à un groupe de privilégiés

D'autres points se retrouvent dans la plupart mais pas dans la totalité des ordres :
- Existence de plusieurs classes : 1re, 2e, 3e, etc. (l'ordre de préséance peut être crescendo ou décrescendo) et/ou des grades : chevalier, officier, commandeur, grand officier, grand-croix...
- Existence d'un collier

On distingue plusieurs époques dans l'organisation des ordres. On peut considérer que leurs plus lointains ancêtres sont les ordres hospitaliers, comme les Hospitaliers, suivi des ordres militaires du Moyen Âge, comme les Templiers, qui sont des ordres de religieux voués au service de la foi mais aussi par les armes. Une seconde époque est celle des ordres de chevalerie, créés par les princes de la fin du Moyen Âge pour se constituer une clientèle de nobles fidèles. Ces ordres de chevalerie reprennent des aspects des ordres militaires, tels que le port d'un uniforme et d'insignes spécifiques ou la présence d'une règle, mais ils s'en distinguent par le fait que les membres ne sont pas des religieux. Parmi les ordres de chevalerie les plus célèbres, on peut citer l’ordre de la Jarretière, l'ordre de la Toison d'or ou l’ordre du Saint-Esprit.
À la fin du XVIIe siècle apparaissent les premiers ordres honorifiques, qui sont destinés à récompenser les services rendus à l’État. L’un des plus importants et sans doute des plus influents est l'ordre de la Légion d'honneur créée par Napoléon. Certains ordres ont survécu en s'adaptant progressivement à toutes les fonctions attendues d'un ordre ; c'est le cas par exemple de l'ordre d'Aviz, fondé en tant qu'ordre militaire, puis devenu ordre de chevalerie et enfin ordre honorifique.
Les ordres de chevalerie sont le plus souvent des ordres à classe unique alors que les ordres honorifiques comportent souvent plusieurs classes, mais cette distinction n'est pas toujours vraie.
On distingue plusieurs types d'ordres : 
Ordres religieux et/ou militaires :
- Ordre religieux : un ensemble, une société, une communauté, une congrégation, une compagnie, de clercs ou de moines ayant prononcé des vœux : voir la Liste d'ordres religieux catholiques
- Ordre monastique : ordre religieux regroupant exclusivement moines et moniales : voir la liste des ordres monastiques
- Ordre hospitalier : ordre religieux qui porte assistance et soins aux malades : voir la liste des ordres hospitaliers
- Ordre militaire : lors des croisades ou de la Reconquista, ordre religieux qui combat les armes à la main pour la défense de la religion chrétienne face aux musulmans : voir la liste des ordres militaires

Ordres civils :
- Ordre de chevalerie : apparus au XIVe siècle, organisation de laïcs, respectant une règle de vie et de comportement
- Ordre honorifique : organisation de personnes distinguées pour leurs mérites par un État et décorées comme telles souvent suivant des grades
- Ordre dynastique : ordre qui a été aboli par les autorités de son pays d'origine, mais qui peut être décerné par la famille anciennement souveraine de cet État.
- Ordre de fantaisie (ou illégitime) : organisation non officielle se donnant toutes les apparences d'un ordre de chevalerie ou même d'un ordre honorifique
- Ordre professionnel : groupement professionnel chargé de surveiller l'éthique et la déontologie d'une profession

## Afghanistan
- Ordre de l'Empire Durrani : créé en 1839 par le roi Shah Shuja (1785 - 1842). Aboli en 1842.
- Ordre du Soleil : créé en 1897 par l'émir Abdur Rahman Khan (1840/1844 - 1901). Aboli avec la monarchie en 1973.
- Ordre de la Couronne : créé en 1901 par l'émir Abdur Rahman Khan (1840/1844 - 1901). Aboli en 1919.
- Ordre de l'Honneur Afghan : créé en 1901 par l'émir Abdur Rahman Khan (1840/1844 - 1901). Aboli en 1919.
- Ordre de l'Étoile : créé en 1901 par l'émir Abdur Rahman Khan (1840/1844 - 1901). Aboli avec la monarchie en 1973.
- Ordre de l'Estime : créé en 1906 par l'émir Habibullah Khan (1872 - 1919). Aboli en 1919.
- Ordre de l'Indépendance : créé en 1911 par l'émir Habibullah Khan (1872 - 1919). Aboli avec la monarchie en 1973.
- Ordre de la Fidélité : créé en 1919 par l'émir Amanullah Khan (1892 - 1960). Aboli en 1929.
- Ordre du Guide : créé en 1923 par l'émir Amanullah Khan (1892 - 1960). Aboli avec la monarchie en 1973.
- Ordre de la Révolution d'Avril : créé en 1979 par la république.
- Ordre de l'Étoile : créé en 1980 par la république.
- Ordre de la Gloire : créé en 1982 par la république.
- Ordre de la Bravoure : créé en 1985 par la république.

## Afrique du Sud
- Ordre du Château de Bonne-Espérance : créé en 1952. Aboli en 2003.
- Ordre de l'Étoile d'Afrique-du-Sud : créé en 1952.
- Ordre du Service Méritant : créé en 1970.
- Ordre des Compagnons de Tambo : créé en 2002.
- Ordre de Mapungulwe : créé en 2002.
- Ordre du Baobab : créé en 2003.
- Ordre d'Ikhamanga : créé en 2003.
- Ordre de Luthuli : créé en 2003.
- Ordre de Mendi pour Bravoure.

## Albanie
- Ordre de l'Aigle noir : créé en 1914 par le prince Guillaume Ier d'Albanie. Aboli en 1925.

| Ordre               | Nom original               | Caractéristique | Fondation        | Période           | Abolition | Observations |
| ------------------- | -------------------------- | --------------- | ---------------- | ----------------- | --------- | ------------ |
| Ordre de Skanderbeg | (sq) Urdhëri i Skënderbeut | Civil           | 1925 par Zog Ier | Royaume d'Albanie |           |              |

- Ordre de la Fidélité : créé en 1926 par le roi Zog Ier d'Albanie. Aboli en 1945.
- Ordre du Courage : créé en 1928 par le roi Zog Ier d'Albanie. Aboli en 1945.
- Ordre du Héros de la République populaire d'Albanie : créé en 1945 par la république populaire.
- Ordre du Héros socialiste du Travail : créé en 1945 par la république populaire.
- Ordre de la Liberté : créé en 1945 par la république populaire.
- Ordre du Drapeau : créé en 1945 par la république populaire.
- Ordre de l'Étoile des Partisans : créé en 1945 par la république populaire.
- Ordre du Travail : créé en 1945 par la république populaire.
- Ordre pour Actes de Valeur : créé en 1945 par la république populaire.
- Ordre du Service militaire : créé en 1945 par la république populaire.
- Ordre de l'Étoile rouge : créé en 1945 par la république populaire.
- Ordre de la Gloire maternelle : créé en 1945 par la république populaire.
- Ordre d'Honneur de la Nation : créé en 1996 par l'actuelle république.
- Ordre de Mère Teresa : créé en 1996 par l'actuelle république.
- Ordre du Grand-Maître : créé en 1996 par l'actuelle république.

## Algérie
- Ordre de la Plume : créé en 1839 par l'émir Abdelkader (1808 - 1883). Disparu en 1847.
- Ordre du Sabre d'Argent : créé en 1840 par l'émir Abdelkader (1808 - 1883). Disparu en 1847.
- Ordre du Mérite national : créé en 1984 sous la présidence Chadli Bendjedid.

## Allemagne
| Ruban | Ordre                                                 | Nom original                                          | Caractéristique | Fondation                                  | Période              | Abolition | Observations |
| ----- | ----------------------------------------------------- | ----------------------------------------------------- | --------------- | ------------------------------------------ | -------------------- | --------- | ------------ |
|       | Ordre du Mérite de la République fédérale d'Allemagne | (de) Bundesverdienstkreuz                             | Civil           | 1951 par Theodor Heuss                     | Allemagne de l'Ouest |           | National     |
|       | Ordre bavarois du Mérite                              | (de) Bayerischer Verdienstorden                       | Civil           | 1957 ( Bavière)                            | Allemagne de l'Ouest |           | Lander       |
|       | Ordre du Mérite de Bade-Wurtemberg                    | (de) Verdienstorden des Landes Baden-Württemberg      | Civil           | 1974 ( Bade-Wurtemberg)                    | Allemagne de l'Ouest |           |              |
|       | Ordre du Mérite de Sarre                              | (de) Saarländische Verdienstorden                     | Civil           | 1974 ( Sarre)                              | Allemagne de l'Ouest |           |              |
|       | Ordre du Mérite de Rhénanie-Palatinat                 | (de) Verdienstorden des Landes Rheinland-Pfalz        | Civil           | 1981 ( Rhénanie-Palatinat)                 | Allemagne de l'Ouest |           |              |
|       | Ordre du Mérite de Berlin                             | (de) Verdienstorden des Landes Berlin                 | Civil           | 1984 ( Berlin)                             | Allemagne de l'Ouest |           |              |
|       | Ordre du Mérite de Rhénanie-du-Nord-Westphalie        | (de) Verdienstorden des Landes Nordrhein-Westfalen    | Civil           | 1986 ( Rhénanie-du-Nord-Westphalie)        | Allemagne de l'Ouest |           |              |
|       | Ordre du Mérite de Hesse                              | (de) Hessische Verdienstorden                         | Civil           | 1989 ( Hesse)                              | Allemagne de l'Ouest |           |              |
|       | Ordre du Mérite de Basse-Saxe                         | (de) Niedersächsische Verdienstorden                  | Civil           | 1989 ( Basse-Saxe)                         | Allemagne de l'Ouest |           | Lander       |
|       | Ordre du Mérite de Saxe                               | (de) Sächsischer Verdienstorden                       | Civil           | 1996 ( Saxe)                               | Allemagne            |           |              |
|       | Ordre du Mérite de Thuringe                           | (de) Verdienstorden des Freistaats Thüringen          | Civil           | 2000 ( Thuringe)                           | Allemagne            |           |              |
|       | Ordre du Mérite de Mecklembourg-Poméranie-Occidentale | (de) Verdienstorden des Landes Mecklenburg-Vorpommern | Civil           | 2001 ( Mecklembourg-Poméranie-Occidentale) | Allemagne            |           |              |
|       | Ordre du Mérite de Brandebourg                        | (de) Verdienstorden des Landes Brandenburg            | Civil           | 2003 ( Brandebourg)                        | Allemagne            |           |              |
|       | Ordre du Mérite de Saxe-Anhalt                        | (de) Verdienstorden des Landes Sachsen-Anhalt         | Civil           | 2006 ( Saxe-Anhalt)                        | Allemagne            |           |              |
|       | Ordre du Mérite de Schleswig-Holstein                 | (de) Verdienstorden des Landes Schleswig-Holstein     | Civil           | 2008 ( Schleswig-Holstein)                 | Allemagne            |           |              |

## Andorre
- Ordre de Charlemagne, ordre civil (Culture) créé en 2007 par Juli Minoves Triquell.

## Angola
- Ordre de la Paix et de la Concorde.
- Ordre du Mérite Militaire.
- Ordre du Mérite Civil.

## Arabie saoudite
- Ordre du roi Abdulaziz III (ou Ordre du Mérite) : créé en 1976 par le roi Khaled ben Abdelaziz Al Saoud, en l'honneur de Abdelaziz ben Abderrahman ben Fayçal Al Saoud (1880 - 1953).

## Argentine
| Ordre                                  | Nom original                                 | Caractéristique    | Fondation | Période    | Abolition | Observations                       |
| -------------------------------------- | -------------------------------------------- | ------------------ | --------- | ---------- | --------- | ---------------------------------- |
| Ordre du Libérateur Général San Martín | (es) Orden del Libertador General San Martín | Civil et militaire | 1943      | République |           | En l'honneur de José de San Martín |
| Ordre de Mai                           | (es) Orden de Mayo                           | Civil et militaire | 1946      | République |           |                                    |
| Ordre du service distingué (en)        | (es) Orden a los Servicios Distinguidos      | Militaire          | ?         | ?          |           |                                    |

## Arménie
- Ordre de Saint Mesrop Mashtots : créé en 1993.
- Ordre de la Croix du Combat : créé en 1994.
- Ordre de Tigrane-le-Grand : créé en 2002.
- Ordre de Vardan Mamikonian : créé en 2002.

## Australie
| Ruban | Ordre                   | Nom original               | Caractéristique    | Fondation                      | Période            | Abolition | Observations                            |
| ----- | ----------------------- | -------------------------- | ------------------ | ------------------------------ | ------------------ | --------- | --------------------------------------- |
|       | Ordre royal de Victoria | (en) Royal Victorian Order | Civil              | 1896 par la reine Victoria     | Empire britannique |           | Ordre du Royaume-Uni et du Commonwealth |
|       | Ordre d'Australie       | (en) Order of Australia    | Civil et militaire | 1975 par la reine Élisabeth II | Australie          |           |                                         |

## Autriche
Il n'y a plus d'ordres en activité dans le système honorifique autrichien actuel.[réf. nécessaire]
- Liste der Verdienstorden der Republik Österreich (de) ;

| Ruban | Ordre                                   | Nom original                                                                              | Caractéristique | Fondation                                                | Période                                              | Abolition                                            | Observations |
| ----- | --------------------------------------- | ----------------------------------------------------------------------------------------- | --------------- | -------------------------------------------------------- | ---------------------------------------------------- | ---------------------------------------------------- | ------------ |
|       | Ordre de la Toison d'or                 | (de) Orden vom Goldenen Vlies                                                             | Civil           | 1429 par le duc de Bourgogne Philippe III                | Saint-Empire romain germanique                       | Existe aussi en Espagne                              |              |
|       | Ordre de Saint-Georges de Carinthie     | (la) Ordo militaris Sancti Georgii                                                        | Militaire       | 1468 par l'empereur Frédéric III                         | Saint-Empire romain germanique                       | 1598                                                 |              |
|       | Ordre de la Croix étoilée               | (de) Sternkreuz-Orden                                                                     | Civil (féminin) | 1668 par Éléonore de Gonzague                            | Saint-Empire romain germanique                       | 1918 avec la dissolution de l'Empire austro-hongrois |              |
|       | Ordre des Esclaves de la vertu          | (de) Orden der Sklavinnen der Tugend                                                      | Civil (féminin) | 1662 par Éléonore de Gonzague                            | Saint-Empire romain germanique                       | 1918 avec la dissolution de l'Empire austro-hongrois |              |
|       | Ordre d'Élisabeth                       | (de) Kaiserlich österreichischer Elizabeth-Orden                                          | Civil (féminin) | 1750 par Élisabeth-Christine                             | Saint-Empire romain germanique                       | 1918 avec la dissolution de l'Empire austro-hongrois |              |
|       | Ordre militaire de Marie-Thérèse        | (de) Militär-Maria-Theresien-Orden (hu) Katonai Mária Terézia-rend                        | Militaire       | 1757 par l'impératrice Marie-Thérèse                     | Saint-Empire romain germanique                       | 1918 avec la dissolution de l'Empire austro-hongrois |              |
|       | Ordre de Saint-Étienne de Hongrie       | (de) Königlich-Ungarische Sankt Stephans-Orden (hu) Magyar királyi Szent Istvan lovagrend | Civil           | 1764 par l'impératrice Marie-Thérèse                     | Saint-Empire romain germanique                       | 1944                                                 |              |
|       | Ordre de Saint-Joseph (de)              | (de) Orden des heiligen Josephs                                                           | Civil           | 1768 par Joseph II du Saint-Empire                       | Saint-Empire romain germanique                       |                                                      |              |
|       | Ordre de la Couronne de fer (Autriche)  | —                                                                                         | Militaire       | 1805 par Napoléon Ier, refondé par François Ier en 1816  | 1918 avec la dissolution de l'Empire austro-hongrois | Existe aussi en Savoie                               |              |
|       | Ordre impérial de Léopold               | (de) Österreichisch-Kaiserliche Leopold-Orden                                             | Militaire       | 1808 par l'empereur François Ier                         | 1918 avec la dissolution de l'Empire austro-hongrois | Empire d'Autriche                                    |              |
|       | Ordre de François-Joseph                | (de) Kaiserlich-Österreichische Franz-Joseph-Orden                                        | Civil           | 1849 par l'empereur François-Joseph                      | 1918 avec la dissolution de l'Empire austro-hongrois | Empire d'Autriche                                    |              |
|       | Ordre de l'Eperon d'Or[réf. nécessaire] |                                                                                           | ?               | 1918 par l'empereur Charles Ier d'Autriche (1887 - 1922) |                                                      | 1918 avec la dissolution de l'Empire austro-hongrois |              |
|       | Ordre du Mérite (Autriche)              |                                                                                           | ?               | 1922                                                     |                                                      | Aboli en 1934 puis rétabli en 1952.                  |              |
|       | Ordre du Mérite de Basse-Autriche       |                                                                                           | ?               | 1960                                                     |                                                      |                                                      |              |

à classer
- Ordre de la Tresse (de) ;
- Ordre de l'amour du prochain (de) ;
- Ordre d'Elisabeth-Thérèse (de) ;

## Azerbaïdjan
- Ordre de Chah Ismail : créé en 1993.
- Ordre du Drapeau de l'Azerbaïdjan : créé en 1993.
- Ordre d'Istiglal (Indépendance) : créé en 1993.
- Ordre de Chohrat (Gloire): créé en 1993.
- Ordre Pour le service à la patrie : créé en 2003.
- Ordre de Heydar Aliyev : créé en 2005.
- Ordre de Dostlug (Amitié): créé en 2007.
- Ordre de Chéref (Honneur) : créé en 2007.

## Bahreïn
- Ordre de Khalifa : créé en 1940 par l'émir Hamad Ier.
- Ordre de Bahreïn : créé en 1976 par l'émir Issa bin Salman Al Khalifa (Isa II), 1933 - 1999.
- Ordre de la Réalisation (ou de l'Achèvement) : créé en 1976 par l'émir Issa bin Salman Al Khalifa (Isa II), 1933 - 1999.
- Ordre d'Isa II : créé en 1979 par l'émir Issa bin Salman Al Khalifa (Isa II), 1933 - 1999.
- Ordre de Mawaz : créé en 2001 par l'émir Hamad bin Isa Al Khalifa (Hamad II), 1950 - .
- Ordre d'Ahmed-le-Conquérant : créé par l'émir Hamad bin Isa Al Khalifa (Hamad II), 1950 - .
- Ordre de la Bravoure Militaire : créé PAR l'émir Hamad bin Isa Al Khalifa (Hamad II), 1950 - .

## Barbade
| Ruban | Ordre               | Nom original           | Caractéristique | Fondation                      | Période | Abolition | Observations                |
| ----- | ------------------- | ---------------------- | --------------- | ------------------------------ | ------- | --------- | --------------------------- |
|       | Ordre de la Barbade | (en) Order of Barbados | Civil           | 1980 par la reine Élisabeth II |         |           | Distinction du Commonwealth |

## Belgique
| Ruban | Ordre                                       | Nom original | Caractéristique    | Fondation                   | Période         | Abolition                         | Observations |
| ----- | ------------------------------------------- | ------------ | ------------------ | --------------------------- | --------------- | --------------------------------- | --- |
|       | Ordre de Léopold                            | —            | Civil et militaire | 1832 par le roi Léopold Ier | Belgique        |                                   | |
|       | Ordre de l'Étoile africaine                 | —            | Civil              | 1888 par le roi Léopold II  | E.I.C. Belgique | 1960 avec l'indépendance du Congo | Ordres de l'État indépendant du Congo (E.I.C.) rattachés au système honorifique belge en 1908 |
|       | Ordre royal du Lion                         | —            | Civil et militaire | 1891 par le roi Léopold II  | E.I.C. Belgique | 1960 avec l'indépendance du Congo | Ordres de l'État indépendant du Congo (E.I.C.) rattachés au système honorifique belge en 1908 |
|       | Ordre de la Couronne                        | —            | Civil et militaire | 1897 par le roi Léopold II  | E.I.C. Belgique |                                   | Ordres de l'État indépendant du Congo (E.I.C.) rattachés au système honorifique belge en 1908 |
|       | Ordre de Léopold II                         | —            | Civil et militaire | 1900 par le roi Léopold II  | E.I.C. Belgique |                                   | Ordres de l'État indépendant du Congo (E.I.C.) rattachés au système honorifique belge en 1908 |
|       | Ordre du Mérite civil (Décoration civique ) | —            | Civil              | 1867 par le roi Léopold II  | Belgique        |                                   | Pour fonctionnaires au service long et exemplaire, mérite pour pompiers, acte exceptionnel de courage, de dévotion ou d'humanité - rouge avec 2 ou 3 bandes noire - vert avec 3 bandes rouge jaune rouge de chaque côté et noire au centre (guerre 14-18) - safran avec 3 bandes rouge jaune rouge de chaque côté et rouge au centre (guerre 39-45) |

## Belize
| Ordre           | Nom original         | Caractéristique | Fondation                      | Période | Abolition | Observations                |
| --------------- | -------------------- | --------------- | ------------------------------ | ------- | --------- | --------------------------- |
| Ordre de Belize | (en) Order of Belize | Civil           | 1991 par la reine Élisabeth II |         |           | Distinction du Commonwealth |

## Bénin(Dahomey)
- Ordre de l'Étoile noire : créé en 1889 par le roi Toffa de Porto-Novo. Devenu ordre colonial français. Disparu en 1963 avec la création de l'ordre national du Mérite français.
- Ordre national du Dahomey : créé en 1960. Remplacé par l'ordre national du Bénin en 1986.
- Ordre du Mérite du Bénin : créé en 1961.
- Ordre du Mérite social : créé en 1962.
- Ordre du Mérite agricole : créé en 1962.
- Ordre national du Bénin : créé en 1986.

## Bhoutan
- Ordre Royal du Bhoutan (ou Ordre du Dragon Tonnerre) : créé en 1966 par le roi Jigme Dorji Wangchuck (1929 - 1972).
- Ordre du Roi Dragon : créé en 2008 par le roi Jigme Khesar Namgyel Wangchuck (1980 - ).
- Ordre National du Mérite : créé en 2008 par le roi Jigme Khesar Namgyel Wangchuck (1980 - ).

## Biélorussie
| Ruban | Ordre                        | Nom original              | Caractéristique | Fondation | Période     | Abolition | Observations |
| ----- | ---------------------------- | ------------------------- | --------------- | --------- | ----------- | --------- | ------------ |
|       | Ordre de la Patrie           | (be) Ордэн Айчыны         | Militaire       | ?         | Biélorussie |           |              |
|       | Ordre de la Gloire militaire | (be) Ордэн Воiнскай Славы | Militaire       | 1995      | Biélorussie |           |              |

## Birmanie
| Ruban | Ordre                              | Nom original                   | Caractéristique    | Fondation | Période         | Abolition                               | Observations         |
| ----- | ---------------------------------- | ------------------------------ | ------------------ | --------- | --------------- | --------------------------------------- | -------------------- |
|       | Ordre de Birmanie                  | (en) Order of Burma            | Militaire          | 1940      | Raj britannique | 1948 avec l'Indépendance de la Birmanie | Ordre du Royaume-Uni |
|       | Ordre de l'Étoile de la Révolution | (my) ?                         | Civil et militaire | 1942      | Raj britannique | 1953                                    |                      |
|       | Ordre de l'Union birmane           | (my) Pyidaungsu Sithu Thingaha | Civil              | 1948      | Birmanie        |                                         |                      |
|       | Ordre de la vérité                 | (my) Thiri Thudhamma Thingaha  | Civil              | 1948      | Birmanie        |                                         |                      |

## Bosnie-Herzégovine
- Ordre de la République.
- Ordre du Dragon de Bosnie.
- Ordre des Lys d'Or.
- Ordre du Ban Kulin.

## Botswana
- Ordre du Botswana : créé en 1967.
- Ordre de l'Honneur : créé en 1967.
- Ordre du Service Méritoire : créé en 1967.

## Brésil
| Ruban | Ordre                                 | Nom original                                     | Caractéristique | Fondation                      | Période          | Abolition                              | Observations |
| ----- | ------------------------------------- | ------------------------------------------------ | --------------- | ------------------------------ | ---------------- | -------------------------------------- | ------------ |
|       | Ordre de la Croix du Sud              | (pt) Ordem Nacional do Cruzeiro do Sul           | Civil           | 1822 par l'empereur Pierre Ier | Empire du Brésil |                                        |              |
|       | Ordre impérial de Pedro I             | (pt) Imperial Ordem de Pedro Primeiro            | Civil           | 1826 par l'empereur Pierre Ier | Empire du Brésil | 1890 avec la fin de l'empire du Brésil |              |
|       | Ordre de la Rose                      | (pt) Imperial Ordem da Rosa                      | Civil           | 1829 par l'empereur Pierre Ier | Empire du Brésil | 1890 avec la fin de l'empire du Brésil |              |
|       | Ordre du Christ                       | (pt) Imperial Ordem de Nosso Senhor Jesus Cristo | Civil           | 1843 par l'empereur Pierre II  | Empire du Brésil | 1890 avec la fin de l'empire du Brésil |              |
|       | Ordre impérial de Saint-Benoît d'Aviz | (pt) Imperial Ordem de São Bento de Avis         | militaire       | 1843 par l'empereur Pierre II  | Empire du Brésil | 1890 avec la fin de l'empire du Brésil |              |
|       | Ordre impérial de Saint-Théodore      | (pt) Imperial Ordem de Sant'Iago da Espada       | Civil           | 1843 par l'empereur Pierre II  | Empire du Brésil | 1890 avec la fin de l'empire du Brésil |              |
|       | Ordre de Colombo                      | (pt) Ordem do Colombo                            | Civil           | 1890                           | Brésil           | 1890 avec la fin de l'empire du Brésil |              |
|       | Ordre du Mérite militaire             | (pt) Ordem do Mérito Militar                     | Militaire       | 1934                           | Brésil           |                                        |              |
|       | Ordre du Congrès national             | (pt) Ordem do Congresso Nacional                 | Civil           | 1970                           | Brésil           |                                        |              |
|       | Ordre de Rio Branco                   | (pt) Ordem de Rio Branco                         | Civil           | 1974                           | Brésil           |                                        |              |
|       | Ordre national du mérite scientifique | (pt) Ordem Nacional do Mérito Científico         | Civil           | 1993                           | Brésil           |                                        |              |

## Brunei
- Ordre de la Famille de Brunei : créé en 1954 par le sultan Omar Ali Saifuddin III (1914 - 1986).
- Ordre de la Couronne de la Couronne de Brunei : créé en 1954 par le sultan Omar Ali Saifuddin III (1914 - 1986).
- Ordre du Héros de l'État de Brunei : créé en 1959 par le sultan Omar Ali Saifuddin III (1914 - 1986).
- Ordre du Suprême Héros de l'État de Brunei : créé en 1959 par le sultan Omar Ali Saifuddin III (1914 - 1986).
- Ordre de la Loyauté : créé en 1959 par le sultan Omar Ali Saifuddin III (1914 - 1986).
- Ordre du Mérite : créé en 1964 par le sultan Omar Ali Saifuddin III (1914 - 1986).
- Ordre de l'État de Brunéi : créé en 1968 par le sultan Hassanal Bolkiah Muizzaddin (1946 - ).
- Ordre de la Bravoure Militaire : créé en 1968 par le sultan Hassanal Bolkiah Muizzaddin (1946 - ).
- Ordre de l'Islam : créé en 1972 par le sultan Hassanal Bolkiah Muizzaddin (1946 - ).
- Ordre du Héros National : créé en 1972 par le sultan Hassanal Bolkiah Muizzaddin (1946 - ).
- Ordre de la Famille royale de la Couronne de Brunei : créé en 1982 par le sultan Hassanal Bolkiah Muizzaddin (1946 - ).

## Bulgarie
| Ruban | Ordre                                        | Nom original                             | Caractéristique    | Fondation                                  | Période                          | Abolition | Observations                             |
| ----- | -------------------------------------------- | ---------------------------------------- | ------------------ | ------------------------------------------ | -------------------------------- | --------- | ---------------------------------------- |
|       | Ordre de la Bravoure                         | (bg) Орден за Храброст                   | Civil et militaire | 1880 par le Cnéz Alexandre Ier de Bulgarie | Principauté de Bulgarie          |           |                                          |
|       | Ordre de Saint-Alexandre                     | (bg) Орден Свети Александър              | Civil              | 1881 par le Cnéz Alexandre Ier de Bulgarie | Principauté de Bulgarie          | 1946      |                                          |
|       | Ordre du Mérite civil                        | (bg) Орден за гражданска заслуга         | Civil              | 1881 par le Cnéz Alexandre Ier de Bulgarie | Principauté de Bulgarie          |           | rétabli récemment                        |
|       | Ordre du Mérite militaire                    | (bg) Орден за Военна Заслуга             | Militaire          | 1900 par le Cnéz Ferdinand Ier de Bulgarie | Principauté de Bulgarie          | 1950      | rétabli en 2004 avec changement de ruban |
|       | Ordre des Saints-Cyrille-et-Méthode          | (bg) Орден Св.Св. Кирил и Методий        | Civil              | 1909 par le Tsar Ferdinand Ier de Bulgarie | Royaume de Bulgarie              |           |                                          |
|       | Ordre du cavalier de Madara                  | (bg) Орден Мадарски конник               | Civil              | 1909 par le Tsar Ferdinand Ier de Bulgarie | Royaume de Bulgarie              |           |                                          |
|       | Ordre national du Travail                    | (bg) Народен Орден На Труда              | Civil              | 1945                                       | République populaire de Bulgarie | 1991      |                                          |
|       | Ordre de la République populaire de Bulgarie | (bg) Орден Народная Свобода 1941-1944 гг | Civil              | 1945                                       | République populaire de Bulgarie | 1991      |                                          |
|       | Ordre de Stara Planina                       | (bg) Орден Стара планина                 | Civil              | 2003                                       | République de Bulgarie           |           |                                          |

## Burkina Faso(Haute-Volta)
- Ordre national voltaique : créé en 1961. Remplacé par l'ordre national du Burkina Faso en 1993.
- Ordre national du Burkina Faso : crée en 1993.
- Ordre national du Mérite : créé en 1959.

## Burundi
- Ordre royal de Karyenda : créé en 1962 par le roi Mwambutsa IV. Aboli avec la monarchie en 1966.
- Ordre royal de Ruzinko : créé en 1962 par le roi Mwambutsa IV. Aboli avec la monarchie en 1966.
- Ordre militaire de Karyenda : créé en 1962 par le roi Mwambutsa IV. Aboli avec la monarchie en 1966.
- Ordre du Prince Rwagasore : créé en 1962 par le roi Mwambutsa IV. Ordre maintenu par la république en 1966.
- Ordre national de la République : créé par la république.
- Ordre de l'Amitié des Peuples : créé par la république le 16 juin 1982.
- Ordre du Mérite patriotique : créé par la république le 16 juin 1982.
- Ordre du Mérite civique : créé par la république le 16 juin 1982.
- Ordre du Mérite du travail.

## Cambodge
| Ruban | Ordre                     | Nom original                | Caractéristique               | Fondation                    | Période                          | Abolition | Observations                                                         |
| ----- | ------------------------- | --------------------------- | ----------------------------- | ---------------------------- | -------------------------------- | --------- | -------------------------------------------------------------------- |
|       | Ordre royal du Cambodge   | (km) គ្រឿងឥស្សរិយយសព្រះរាជាណាចក្រកម្ពុជា | Civil et militaire Chevalerie | 1864 par le roi Norodom Ier  | Protectorat français du Cambodge |           | Ordre colonial français de 1896 à 1948 puis conservé par le Cambodge |
|       | Ordre du Muniséraphon     | (km) ?                      | Civil                         | 1905                         | Indochine française              |           |                                                                      |
|       | Ordre de Sowathara        |                             | ?                             | 1923 par le roi Sisowath Ier |                                  | 1970      | Rétabli en 1995.                                                     |
|       | Ordre royal de Sahametrei | (km) ?                      | Civil                         | 1948                         | Cambodge                         |           |                                                                      |

- Ordre national de l'Indépendance : créé en 1963 par le prince chef de l'État Norodom-Sihanouk. Disparu en 1970.
- Ordre du Mérite du Cambodge : créé en 1948 par le roi Norodom-Sihanouk. Disparu en 1970
- Ordre de la Reine Kossamak : créé en 1962 par la reine-mère Kossamak. Disapru en 1970 puis rétabli en 2002.
- Ordre national du Mérite : créé en 1995 par le roi Norodom-Sihanouk.

## Cameroun
- Ordre National de la Valeur
- Ordre National du Mérite camerounais
- Ordre du Mérite agricole
- Ordre du Mérite sportif

## Cap-Vert
- Ordre d'Amilcar Cabral.

## Canada
| Ruban | Ordre                               | Nom original | Caractéristique    | Fondation                      | Période            | Abolition | Observations                                                                                    |
| ----- | ----------------------------------- | ------------ | ------------------ | ------------------------------ | ------------------ | --------- | ----------------------------------------------------------------------------------------------- |
|       | Très vénérable ordre de Saint-Jean  | —            | Chevalerie         | 1831                           | Empire britannique |           | Distinction du Royaume-Uni et du Commonwealth Ordre religieux (Hôpital Saint-Jean de Jérusalem) |
|       | Ordre royal de Victoria             | —            | Militaire          | 1896 par la reine Victoria     | Empire britannique |           | Distinction du Royaume-Uni et du Commonwealth                                                   |
|       | Ordre du Mérite                     | —            | Civil et militaire | 1909 par le roi Édouard VII    | Empire britannique |           | Distinction du Royaume-Uni et du Commonwealth                                                   |
|       | Ordre du Canada                     | —            | Civil              | 1967 par la reine Élisabeth II | Canada             |           |                                                                                                 |
|       | Ordre du mérite militaire           | —            | Militaire          | 1972 par la reine Élisabeth II | Canada             |           |                                                                                                 |
|       | Ordre du mérite des corps policiers | —            | Civil              | 2000 par la reine Élisabeth II | Canada             |           | Remis aux membres des forces de police canadiennes                                              |

Les ordres provinciaux sont détaillés dans l'article principal.

## République centrafricaine
Ordres nationaux actuels :
| Ruban | Ordre                                     | Caractéristique    | Fondation    | Période                   | Observations |
| ----- | ----------------------------------------- | ------------------ | ------------ | ------------------------- | ------------ |
|       | Ordre du Mérite centrafricain             | Civil et militaire | 20 juin 1959 | République centrafricaine |              |
|       | Ordre de la reconnaissance centrafricaine | Civil et militaire | 21 mai 1962  | République centrafricaine |              |

Ordres ministériels/spécifiques:
- Ordre des Palmes académiques : créé en 1962.
- Ordre du Mérite industriel et artisanal : 1962.
- Ordre du Mérite agricole : 1962.
- Ordre du Mérite postal : 1962
- Ordre du Mérite commercial.

Ordres abolis :
- Ordre de l'opération Bokassa : créé en 1970. Aboli en 1979.

## Chili
Ordres supprimés :
- Ordre de la Légion : créé en 1817. Aboli

Ordres en vigueur :
- Ordre du Mérite du Chili : créé en 1910 - 1 Collier + 5 grades.
- Ordre de Bernardo O'Higgins : créé en 1956 - 5 grades.

### Royaume d'Araucanie
- Ordre de l'Étoile du Sud
- Ordre de la Couronne d'Acier

## Chine
| Ruban | Ordre                                                   | Nom original                            | Caractéristique    | Fondation                                                    | Période             | Abolition               | Observations |  |
| ----- | ------------------------------------------------------- | --------------------------------------- | ------------------ | ------------------------------------------------------------ | ------------------- | ----------------------- | ------------ |  |
|       | Ordre du Double Dragon                                  | (zh) 雙龍寶星 (zh) Shuāng lóng bǎo xīng | Civil              | 1863 par l'empereur Guangxu                                  | Dynastie Qing       |                         |              |  |
|       | Ordre de l'Étoile précieuse ou Ordre impérial du Dragon | (zh) Pao Singh                          | Civil              | 1882 par l'empereur Guangxu                                  | Dynastie Qing       |                         |              |  |
|       | Ordre du Trône Impérial                                 |                                         | Civil              | 1911 par le prince-régent Tchouen, au nom de l'empereur Puyi | Dynastie Qing       | 1912, avec la monarchie |              |  |
|       | Ordre du Dragon Jaune                                   |                                         | Civil              | 1911 par le prince-régent Tchouen, au nom de l'empereur Puyi | Dynastie Qing       | 1912, avec la monarchie |              |  |
|       | Ordre du Dragon Noir                                    |                                         | Civil              | 1911 par le prince-régent Tchouen, au nom de l'empereur Puyi | Dynastie Qing       | 1912, avec la monarchie |              |  |
|       | Ordre du Dragon Bleu                                    |                                         | Civil              | 1911 par le prince-régent Tchouen, au nom de l'empereur Puyi | Dynastie Qing       | 1912, avec la monarchie |              |  |
|       | Ordre de l'Épi d'or                                     |                                         | Civil et militaire | 1912 par Tchang Kaï-chek                                     | République de Chine | 1929                    |              |  |
|       | Ordre du Trépied sacré                                  | (zh) 寶鼎勳章                           | Militaire          | 1925                                                         | République de Chine |                         |              |  |
|       | Ordre du Ciel bleu et du Soleil blanc                   | (zh) 青天白日勳章                       | Militaire          | 1929                                                         | République de Chine |                         |              |  |
|       | Ordre du Jade brillant                                  | (zh) 采 玉勳章                          | Civil              | 1933                                                         | République de Chine |                         |              |  |
|       | Ordre du Nuage et de la Bannière                        | (zh) 雲麾勳章                           | Militaire          | 1935                                                         | République de Chine |                         |              |  |
|       | Ordre de la Gloire nationale                            | (zh) 國光勳章                           | Militaire          | 1937                                                         | République de Chine |                         |              |  |
|       | Ordre du Nuage favorable                                | (zh) 卿雲勳章                           | Civil              | 1941                                                         | République de Chine |                         |              |  |
|       | Ordre de l'Étoile Brillante                             | (zh) 景星勳章                           | Civil              | 1941                                                         | République de Chine |                         |              |  |
|       | Ordre de la Loyauté et de la Valeur                     | (zh) 忠勇勳章                           | Militaire          | 1944                                                         | République de Chine |                         |              |  |

## Chypre
| Ordre                                                  | Nom original | Caractéristique      | Fondation                           | Période           | Abolition                               | Observations |
| ------------------------------------------------------ | ------------ | -------------------- | ----------------------------------- | ----------------- | --------------------------------------- | ------------ |
| Ordre de Chypre ou Ordre de l'Épée ou Ordre du Silence | —            | Militaire Chevalerie | 1195, roi de Jérusalem et de Chypre | Royaume de Chypre | 1571 avec l'invasion ottomane de Chypre |              |

- Ordre de Makarios III (1991).
- Ordre du Mérite de Chypre (?).

## Colombie
Ordres Civils :
- Ordre de Boyacá : Créé en 1819 par le général Simón Bolívar.
- Ordre de San Carlos : créé en 1954.
- Ordre du Mérite

Ordres militaires :
- Ordre du Mérite naval Almirante Padilla : créé en 1947.
- Ordre du Mérite militaire José María Córdova : créé en 1950.
- Ordre militaire du 13 juin : créé en 1954.

## Comores
- Ordres actuels :
  - Ordre du Croissant vert : créé en 1965 parle chef de la maison royale des Comores. Réorganisé en 1992 par le Président de la République des Comores.
  - Ordre de l'Étoile d'Anjouan : créé en 1874 par le sultan Saïd-Abdallah III d'Anjouan. Devenu Ordre colonial Français de 1896 à 1964. Rétabli par décret en Août 1992.
  - Ordre de l'Étoile de Mohéli : créé en 1851 par la reine Djoumbé Fatima de Moheli. Disparu de fait en 1902 après la renonciation au trône et à ses prérogatives sur l'île de la sultane au profit de la France. Rétabli le 23 juin 2003 par décret des autorités de l'île. Ordre officiel reconnu par la Grande Chancellerie de la Légion d'honneur.
  - Ordre de l'Étoile de la Grande Comore : créé par le sultan Thibe Achmet, il fut réorganisé en 1866 par son petit-fils le sultan de la Grande Comore Said Ali bin Said Omar. Il ne fut jamais assimilé aux ordre coloniaux par la France et ce ne fut qu'en 1957 qu'il fut reconnu officiellement par la France. Il est toujours décerné par la chef de la maison royale de la Grande Comore.

## République du Congo
- Ordre du Mérite congolais : créé en 1959.
- Ordre du Dévouement congolais : créé en 1960.
- Ordre National de la Paix

## République démocratique du Congo

### État indépendant du CongoetCongo belge
- Ordre de Léopold II : créé en 1900. Toujours décerné en Belgique mais n'a plus de lien avec le Congo belge.
- Ordre de la Couronne : créé en 1897. Toujours décerné en Belgique mais n'a plus de lien avec le Congo belge.
- Ordre royal du Lion : créé en 1891. Plus décerné depuis l'indépendance du Congo belge en 1960.
- Ordre de l'Étoile africaine : créé en 1888. Plus décerné depuis l'indépendance du Congo belge en 1960.

### République démocratique du Congo et Zaïre
- Ordre national du Léopard : créé en 1966.
- Ordre national du Zaïre : créé en 1968.
- Ordre des Compagnons de la Révolution : créé en 1974.

### État du Katanga
- Ordre du Mérite du Katanga : créé en 1961 lors de la sécession du Katanga. Disparu en 1963 avec la fin de l'état du Katanga.

## Corée
- Ordre de la Règle d'Or : créé en 1900 par l'empereur Kojong (1852 - 1919), 26e roi de la dynastie Chosŏn et premier empereur de la Corée. Disparu en 1910.
- Ordre de la Fleur de prune : créé en 1900 par l'empereur Kojong. Disparu en 1910.
- Ordre du Pavillon national : créé en 1900 par l'empereur Kojong. Disparu en 1910.
- Ordre des Étoiles favorables : créé en 1900 par l'empereur Kojong. Disparu en 1910.
- Ordre du Mérite (ou Ordre des Armoiries nationales) : créé en 1900 par l'empereur Kojong. Disparu en 1910.
- Ordre du Faucon pourpre : créé en 1901 par l'empereur Kojong. Disparu en 1910.
- Ordre des Huit Trigrammes : créé en 1901 par l'empereur Kojong. Disparu en 1910.
- Ordre du Phénix favorable : créé par le deuxième empereur Sunjong. Disparu en 1910.

### Corée du Nord
- Ordre du Drapeau national : créé en 1948.
- Ordre du Travail : créé en 1949.
- Ordre de la Liberté et de l'Indépendance : créé en 1950.
- Ordre du Héros du travail : créé en 1951.
- Ordre des Soldats d'honneur : créé en 1951.
- Ordre pour le 20e Anniversaire de la Fondation de la République : créé en 1968.

### Corée du Sud
- Grand ordre de Mugunghwa.
- Ordre du Mérite pour la Fondation nationale : créé en 1948.
- Ordre du Mérite militaire : créé en 1948.

## Costa Rica
| Ordre                     | Nom original | Caractéristique | Fondation | Période | Abolition                                 | Observations |
| ------------------------- | ------------ | --------------- | --------- | ------- | ----------------------------------------- | ------------ |
| Ordre Juan Mora Fernández | (es) ?       | ?               | ?         | ?       | Président du 14 avril 1825 au 9 mars 1833 |              |

## Côte d'Ivoire
Ordres nationaux :
- Ordre national de Côte d'Ivoire : créé en 1960.
- Ordre du Mérite ivoirien : créé en 1970.

Ordres ministériels/spécifiques :
- Ordre du Mérite de l'Éducation Nationale
- Ordre de la Santé publique
- Ordre du Mérite agricole
- Ordre du Mérite sportif
- Ordre du Mérite des Postes et Télécommunications
- Ordre du Mérite culturel
- Ordre du Mérite des Mines
- Ordre du Mérite maritime
- Ordre du Mérite de la Fonction publique.

## Croatie
| Ordre                                          | Nom original                                     | Caractéristique | Fondation | Période | Abolition | Observations                                                                                            |
| ---------------------------------------------- | ------------------------------------------------ | --------------- | --------- | ------- | --------- | --- |
| Ordre du Trèfle de fer                         |                                                  |                 | 1941      |         | 1945      | |
| Ordre de la Couronne du roi Zvonimir           |                                                  |                 | 1943      |         | 1945      | |
| Ordre du Mérite (Croatie)                      |                                                  |                 | 1945      |         | 1945      | |
| Grand ordre du Roi Tomislav                    | (hr) Velered kralja Tomislava                    | Civil           | 1992      | Croatie |           | En l'honneur du roi Tomislav Ier de Croatie ( ? - 928).                                                 |
| Grand ordre du roi Petar Krešimir IV           | (hr) Velered kralja Petra Krešimira IV           | Civil           | 1992      | Croatie |           | En l'honneur du roi Petar Krešimir IV (1058–1074).                                                      |
| Grand ordre de la Reine Hélène                 | (hr) Velered kraljice Jelene                     | Civil           | 1995      | Croatie |           | En l'honneur de la reine Hélène                                                                         |
| Grand ordre du roi Dmitar Zvonimir             | (hr) Velered kralja Dmitra Zvonimira             | Civil           | 1995      | Croatie |           | En l'honneur du roi Dmitar Zvonimir ( ? - 1089).                                                        |
| Ordre du duc Trpimir                           | (hr) Red kneza Trpimira                          | Civil           | 1995      | Croatie |           | En l'honneur du duc Trpimir Ier, règne de env. 845 à 864, fondateur de la dynastie des Trpimirović.     |
| Ordre du duc Branimir                          | (hr) Red kneza Branimira                         | Civil           | 1995      | Croatie |           | En l'honneur du duc Branimir, règne de 879 à env. 892 (peut-être fils de Domagoj)                       |
| Ordre du duc Domagoj                           | (hr) Red kneza Domagoja                          | Civil           | 1995      | Croatie |           | En l'honneur du duc Domagoj, règne de env. 865 à 876.                                                   |
| Ordre de Nikola Šubić Zrinski                  | (hr) Red Nikole Šubića Zrinskog                  | Militaire       | 1995      | Croatie |           | En l'honneur de Nikola Šubić Zrinski (1508 - 1566).                                                     |
| Ordre du Ban Jelačić                           | (hr) Red Bana Jelačića                           | Civil           | 1995      | Croatie |           | En l'honneur du ban Josip Jelačić (1801 – 1859).                                                        |
| Ordre de Petar Zrinski et Fran Krsto Frankopan | (hr) Red Petra Zrinskog i Frana Krste Frankopana | Civil           | 1995      | Croatie |           | En l'honneur de Petar Zrinski (1621 – 1671) et de Fran Krsto Frankopan, exécuté en 1671.                |
| Ordre d'Ante Starčević                         | (hr) Red Ante Starčevića                         | Civil           | 1995      | Croatie |           | En l'honneur de Ante Starčević (1823 – 1896).                                                           |
| Ordre de Stjepan Radić                         | (hr) Red Stjepana Radića                         | Civil           | 1995      | Croatie |           | En l'honneur de Stjepan Radić (1871 – 1928).                                                            |
| Ordre de Danica Hrvatska                       | (hr) Red Danice hrvatske s likom                 | Civil           | 1995      | Croatie |           | Subdivisions pour la culture, l'économie, les sciences, le sport, l'innovation, la santé et l'éducation |
| Ordre de la Croix croate                       | (hr) Red hrvatskog križa                         | Civil           | 1995      | Croatie |           | |
| Ordre du Trèfle croate                         | (hr) Red hrvatskog trolista                      | Civil           | 1995      | Croatie |           | |
| Ordre de l'Acacia croate                       | (hr) Red hrvatskog pletera                       | Civil           | 1995      | Croatie |           | |

## Cuba
| Ordre                                              | Nom original             | Caractéristique | Fondation | Période | Abolition | Observations                                                                  |
| -------------------------------------------------- | ------------------------ | --------------- | --------- | ------- | --------- | ----------------------------------------------------------------------------- |
| Ordre du Mérite militaire (Cuba)                   |                          |                 | 1912      | Cuba    |           |                                                                               |
| Ordre du Mérite naval                              |                          |                 | 1912      | Cuba    |           |                                                                               |
| Ordre de Carlos Manuel de Céspedes                 |                          |                 | 1926      | Cuba    |           | En l'honneur de Carlos Manuel de Céspedes (1819 - 1874), homme d’État cubain. |
| Ordre de Carlos J. Finlay                          |                          |                 | 1928      | Cuba    |           | En l'honneur de Carlos Finlay (1833 - 1915), médecin cubain.                  |
| Ordre de José Lanuza (ou Ordre du Mérite National) |                          |                 | 1944      | Cuba    |           |                                                                               |
| Ordre de Lazaro Puna                               |                          |                 | ?         | Cuba    |           |                                                                               |
| Ordre de Juan Marinello                            |                          |                 | ?         | Cuba    |           | En l'honneur de Juan Marinello (1898-1977), poète lyrique marxiste cubain.    |
| Ordre de Cienfuegos                                | (es) Orden de Cienfuegos | Civil           | ?         | Cuba    |           | En l'honneur de Camilo Cienfuegos (1932 - 1959), révolutionnaire cubain.      |
| Ordre de José Martí                                | (es) Orden de José Martí | Civil           | ?         | Cuba    |           | En l'honneur de José Martí (1853 - 1895), homme politique et un poète cubain. |
| Ordre de la Soldarité                              |                          |                 | ?         | Cuba    |           |                                                                               |
| Ordre d'Ernesto Che Guevara                        |                          |                 | ?         | Cuba    |           | En l'honneur de Che Guevara (1928 - 1967).                                    |

## Danemark
| Ruban | Ordre                     | Nom original                     | Caractéristique    | Fondation                                 | Période                           | Abolition | Observations                                     |
| ----- | ------------------------- | -------------------------------- | ------------------ | ----------------------------------------- | --------------------------------- | --------- | ------------------------------------------------ |
|       | Ordre de Dannebrog        | (da) Dannebrogordenen            | Civil (Chevalerie) | 1671 par le roi Christian V (1646 - 1699) | Royaume du Danemark et de Norvège |           | Le Dannebrog est le nom donné au drapeau danois. |
|       | Ordre de l'Éléphant       | (da) Elefantordenen              | Civil              | 1693 par le roi Christian Ier             | Royaume du Danemark et de Norvège |           |                                                  |
|       | Ordre de l'Union parfaite | (da) Ordenen de l'union parfaite | Civil              | 1732 par la reine Sophie                  |                                   | 1770      | ouvert aux femmes                                |

## Djibouti
- Ordre du Nichan el-Anouar : créé en 1887 par le sultan Hamed ben Mohammed de Tadjourah. Devenu ordre colonial français.
- Ordre national du 27 juin 1977 : créé par l'actuelle république.

## République dominicaine
Ordres civils abolis : 
- Ordre de Trujillo : créé en 1938, en l'honneur de Rafael Leónidas Trujillo Molina (1891 - 1961), dictateur de la République dominicaine. Aboli.

Ordres civils actuels :
- Ordre de Juan Pablo Duarte : créé en 1931, en l'honneur de Juan Pablo Duarte (1813 - 1876), un des 3 Padres de la Patria (pères de la patrie), fondateur et héros national de la République dominicaine.

Remplacé par l'Ordre du Mérite de Duarte, Sánchez et Mella.
- Ordre du Mérite de Duarte, Sánchez et Mella : créé en 1944, en l'honneur de Juan Pablo Duarte, Francisco del Rosario Sánchez et Ramón Matías Mella, les 3 Padres de la Patria (pères de la patrie), fondateurs et héros nationaux de la République dominicaine.
- Ordre de Cristóbal Colón : créé en 1938, en l'honneur de Christophe Colomb (1451 - 1506).

Ordres militaires :
- Ordre du Mérite militaire : créé en 1931.

## Égypte
| Ruban | Ordre        | Nom original          | Caractéristique | Fondation                                      | Période        | Abolition | Observations |
| ----- | ------------ | --------------------- | --------------- | ---------------------------------------------- | -------------- | --------- | ------------ |
|       | Ordre du Nil | (ar) Kiladate El Nile | Civil           | 1915 par le sultan Hussein Kamal (1853 - 1917) | Empire ottoman |           | rétabli      |

- Ordre de Méhémet-Ali : créé en 1915 par le sultan Hussein-Kemal. Aboli en 1954.
- Ordre des Vertus (Nishan el-Kemal) : créé en 1915 par le sultan Hussein-Kemal. Ordre féminin, maintenu par la république en 1953.
- Ordre de l'Étoile de Fouad Ier : créé en 1919 par le sultan Fouad Ier. Aboli en 1954.
- Ordre d'Ismaïl : créé en 1922 par le roi Fouad Ier. Aboli en 1954.
- Ordre de la Culture (Nishan el-Maaref) : créé en 1932 par le roi Fouad Ier. Ordre maintenu par la république.
- Ordre du Collier de Fouad Ier : créé en 1936 par le roi Farouk. Aboli en 1954.
- Ordre du Mérite : créé en 1953 par le prince-régent Mohammed-Abdel-Moneïm au non du roi Fouad II. Ordre maintenu par la république en 1953.
- Ordre des Arts et Sciences : créé en 1953 par le prince-régent Mohammed Abdel Moneïm au nom du roi Fouad II. Ordre maintenu par la république en 1953.
- Ordre de la République : créé en 1953 par la république, modifié en 1972.
- Ordre de l'Indépendance : créé en 1955 par la république.
- Ordre de l'Union : créé en 1958 par la république.
- Ordre de l'Étoile du Sinaï : créé en 1974 par la république.
- Ordre de l'Aigle de bronze : créé par la république.
- Ordre de Ramsès le Grand : créé par la république.
- Ordre de Nasser : créé par la république.

## Équateur
Ordres civils :
- Ordre d'Abdon Calderon : créé en 1904.
- Ordre national du Mérite : créé en 1921.
- Ordre national de San Lorenzo (attribué principalement aux diplomates - 3 grades)

Ordres militaires :
- Croix du Mérite de guerre (3 grades)
- Étoile du Mérite militaire (3 grades)
- Mérite d'Atahuelpa (3 grades)
- Ordre du Mérite naval

## Espagne
| Ruban | Ordre                                                                              | Nom original                                                                            | Caractéristique                         | Fondation                                                                                   | Période                              | Abolition                                         | Observations |
| ----- | ---------------------------------------------------------------------------------- | --------------------------------------------------------------------------------------- | --------------------------------------- | ------------------------------------------------------------------------------------------- | ------------------------------------ | ------------------------------------------------- | --- |
|       | Ordre de la Terrasse ou Ordre du Lys et de la Jarre                                | (es) Orden de la Jarra (es) Orden de las Azucenas y de la Jarra                         | Militaire (religieux)                   | 1044 par Garcia III ( Royaume de Navarre)                                                   | Reconquista                          |                                                   | Divisé en deux ordres du Lys et de la Jarre                                                                          |
|       | Fraternité de Belchite ou Ordre militaire de Monreal ou Militia Christi de Monreal | (es) Cofradía de Belchite (es) Orden militar de Monreal (es) Militia Christi de Monreal | Militaire (religieux)                   | 1122 par Alphonse Ier ( Royaume d'Aragon)                                                   | Reconquista                          |                                                   | Renommé « Milice du Christ de Monreal » en 1124 par Alphonse Ier                                                     |
|       | Ordre de la Hache                                                                  | (es) Orden del Hacha                                                                    | Honorifique                             | 1149 par le comte Raimond-Bérenger IV ( Royaume d'Aragon)                                   | Reconquista                          |                                                   | Ordre féminin |
|       | Ordre d'Alcántara                                                                  | (es) Orden de Alcántara                                                                 | Militaire (religieux)                   | 1156 par les frères Don Suero et Gomez Fernando Barrientes ( Royaume de Castille)           | Reconquista                          |                                                   | Existe aussi au Portugal sous le nom d'ordre de Saint-Julien de Pereiro                                              |
|       | Ordre de Calatrava                                                                 | (es) Orden de Calatrava                                                                 | Militaire (religieux)                   | 1158 par l'abbé Raymond ( Royaume de Castille)                                              | Reconquista                          |                                                   | L'ordre est une branche de l'ordre cistercien                                                                        |
|       | Ordre de Santiago ou Ordre de Saint-Jacques de Compostelle                         | (es) Orden de Santiago (es) Orden de Santiago de Compostela                             | Militaire (religieux)                   | 1170 par le roi Ferdinand II ( Royaume de León)                                             | Reconquista                          |                                                   | Existe aussi au Portugal sous le nom d'ordre de Saint-Jacques de l'Épée                                              |
|       | Ordre de Montjoie ou Ordre de Sainte-Marie de Monteagudo                           | (es) Orden de Montjoie (es) Orden de Santa Maria de Montegaudio                         | Militaire (religieux)                   | 1175 par Rodrigo Alvarez de Sarriá ( Royaume de León)                                       | Reconquista                          | 1221 après son intégration à l'ordre de Calatrava | |
|       | Ordre de Saint-Georges d'Alfama                                                    | (es) Orden de San Jorge de Alfama                                                       | Militaire (religieux)                   | 1201 par le roi Pierre II ( Royaume d'Aragon)                                               | Reconquista                          | 1400 après son intégration à l'Ordre de Montesa   | |
|       | Ordre de la Rédemption                                                             | (es) Orden de la Redención                                                              | Militaire (religieux)                   | 1212 par le roi Jacques Ier ( Royaume d'Aragon)                                             | Reconquista                          |                                                   | |
|       | Ordre des Frères Hospitaliers de Burgos                                            | (es) Orden de los Hermanos Hospitalarios de Burgos                                      | Militaire (religieux)                   | 1212 par le roi Alphonse VIII ( Royaume de Castille)                                        | Reconquista                          |                                                   | |
|       | Ordre des Mercédaires ou Ordre de Notre-Dame-de-la-Merci                           | (es) Orden de la Merced (es) Orden de Nuestra Señora de la Merced                       | Militaire (religieux)                   | 1232 par le roi Jacques Ier ( Royaume d'Aragon)                                             | Reconquista                          |                                                   | |
|       | Ordre de Sainte-Marie de la Mer                                                    | (es) Orden de Santa María del Mar                                                       | Militaire (religieux)                   | 1276 par le roi Alphonse X ( Royaume de Castille)                                           | Reconquista                          |                                                   | Pour assurer la défense navale de la Castille                                                                        |
|       | Ordre de l'Échelle                                                                 | (es) Orden de la Escama                                                                 | Militaire (religieux)                   | 1313 par le roi Alphonse XI ( Royaume de Castille)                                          | Reconquista                          |                                                   | |
|       | Ordre de Montesa                                                                   | (es) Orden de Montesa                                                                   | Militaire (religieux)                   | 1316 par le roi Jacques II ( Royaume d'Aragon)                                              | Reconquista                          |                                                   | |
|       | Ordre de la Bande                                                                  | (es) Orden de la Banda                                                                  | Militaire (religieux)                   | 1332 par le roi Alphonse XI ( Royaume de Castille)                                          | Reconquista                          |                                                   | |
|       | Ordre de la Colombe                                                                | (es) Orden de la Paloma                                                                 | Militaire (religieux)                   | 1379 par le roi Jean Ier ( Royaume de Castille)                                             | Reconquista                          |                                                   | |
|       | Ordre de la Raison                                                                 | (es) Orden de la Razón                                                                  | Militaire (religieux)                   | 1385 par le roi Jean Ier ( Royaume de Castille)                                             | Reconquista                          |                                                   | |
|       | Ordre de l'Écharpe                                                                 | (es) Orden de las Damas de la Banda                                                     | Militaire (religieux)                   | 1387 par le roi Jean Ier ( Royaume de Castille)                                             | Reconquista                          |                                                   | |
|       | Ordre de l'Hermine                                                                 | (es) Orden del Armiño                                                                   | Militaire (religieux)                   | 1436 par le roi Alphonse V ( Royaume d'Aragon)                                              | Reconquista                          |                                                   | |
|       | Ordre de la Toison d'or                                                            | (es) Orden del Toisón de Oro                                                            | Civil                                   | 1429 par le duc Philippe III de Bourgogne et introduit en Espagne par Philippe II vers 1560 | Royaume d'Espagne                    |                                                   | Existe aussi en Autriche                                                                                             |
|       | Ordre de Charles III d'Espagne                                                     | (es) Orden Española de Carlos III                                                       | Militaire                               | 1771 par le roi Charles III                                                                 | Royaume d'Espagne                    |                                                   | |
|       | Ordre de Saint-Ferdinand                                                           | (es) Orden de San Fernando                                                              | Militaire                               | 1811 par les Cortès                                                                         | Royaume d'Espagne                    |                                                   | |
|       | Ordre Royal et Militaire de Saint-Herménégilde                                     | (es) Real y Militar Orden de San Hermenegildo                                           | Militaire                               | 1814 par le roi Ferdinand VII                                                               | Royaume d'Espagne                    |                                                   | |
|       | Ordre d'Isabelle-la-Catholique                                                     | (es) Orden de Isabel la Católica                                                        | Civil                                   | 1815 par le roi Ferdinand VII                                                               | Royaume d'Espagne                    |                                                   | |
|       | Ordre royal d'Espagne                                                              | (es) ?                                                                                  | Militaire puis ouvert aux civils        | 1808 par Joseph Bonaparte                                                                   | Royaume d'Espagne                    | 1813                                              | Remplace (le temps du règne de Joseph) les ordres de Saint-Jacques Santiago, de Calatrava, de Montesa et d'Alcantara |
|       | Ordre du Mérite Militaire                                                          | (es) Orden del Mérito Militar                                                           | Militaire de l'armée de terre espagnole | 1864 par Isabelle II                                                                        | Règne d'Isabelle II (1833 - 1868)    |                                                   | |
|       | Ordre d'Alphonse X le Sage                                                         | (es) Orden de Alfonso X el Sabio                                                        | Civil                                   | 1902 par décret royal                                                                       | Restauration bourbonienne en Espagne |                                                   | |
|       | Ordre d'Alphonse XII                                                               | (es) Orden de Alfonso XII                                                               | Civil                                   | 1902 par décret royal                                                                       | Restauration bourbonienne en Espagne |                                                   | |

## Estonie
- Ordre de l'Étoile blanche : créé en 1928. Disparu en 1940 puis rétabli par l'actuelle république.
- Ordre de la Croix de l'aigle : créé en 1928. Disparu en 1940 puis rétabli par l'actuelle république.
- Ordre de la Cotte d'armes : créé en 1936. Disparu en 1940 puis rétabli par l'actuelle république.
- Ordre de la Croix de Terra Marianna : créé en 1995.

## Éthiopie
- Ordre du Sceau de Salomon : créé en 1874 par l'empereur Yohannes IV (1837-1889). Aboli avec la monarchie éthiopienne en 1975. Devenu un ordre dynastique, géré par la famille impériale d'Éthiopie.
- Ordre de l'Étoile d'Éthiopie : créé en 1874 par le roi du Choa, futur empereur Menelik II (1844-1913). Aboli avec la monarchie en 1975. Devenu un ordre dynastique, géré par la famille impériale d'Éthiopie.
- Ordre de Salomon : créé en 1922 par l'impératrice Zewditou (1876-1930). Aboli avec la monarchie en 1975. Devenu un ordre dynastique, géré par la famille impériale d'Éthiopie.
- Ordre de la Reine de Saba : créé en 1922 par l'impératrice Zewditou (1876-1930). Aboli avec la monarchie en 1975. Devenu un ordre dynastique, géré par la famille impériale d'Éthiopie.
- Ordre de Ménélik II (ou Ordre du Lion de Juda) : créé en 1924 par l'impératrice Zewditou (1876-1930), en l'honneur de Menelik II (1844-1913). Aboli avec la monarchie en 1975. Devenu un ordre dynastique, géré par la famille impériale d'Éthiopie.
- Ordre de la Sainte Trinité : créé en 1930 par l'empereur Hailé Sélassié Ier (1892-1975). Aboli avec la monarchie en 1975. Devenu un ordre dynastique, géré par la famille impériale d'Éthiopie.
- Ordre du Lion : créé en 1996 pour services particuliers rendus à la Couronne. Le Lion de Juda est tourné vers la droite dans l'attente d'un rétablissement du régime impérial. Ordre dynastique, géré par la famille impériale d'Éthiopie.

## Fidji
- Ordre des Fidji.

## Finlande
| Ruban | Ordre                           | Nom original                             | Caractéristique    | Fondation                            | Période  | Abolition | Observations |
| ----- | ------------------------------- | ---------------------------------------- | ------------------ | ------------------------------------ | -------- | --------- | ------------ |
|       | Ordre de la Croix de la Liberté | (fi) Vapaudenristin ritarikunta          | Militaire          | 1918 par Carl Gustaf Emil Mannerheim | Finlande |           |              |
|       | Ordre de la Rose blanche        | (fi) Suomen Valkoisen Ruusun ritarikunta | Civil et Militaire | 1919 par Carl Gustaf Emil Mannerheim | Finlande |           |              |
|       | Ordre du Lion de Finlande       | (fi) Suomen Leijonan ritarikunta         | Civil et Militaire | 1942                                 | Finlande |           |              |

## France
| Ruban | Ordre                         | Caractéristique           | Fondation                                                           | Période              | Observations               |
| ----- | ----------------------------- | ------------------------- | ------------------------------------------------------------------- | -------------------- | -------------------------- |
|       | Ordre de la Légion d'honneur  | Mérite civil et militaire | 1802 par le Premier consul Napoléon Bonaparte                       | Consulat             |                            |
|       | Ordre de la Libération        | Mérite civil et militaire | 1940 par le Chef de la France Libre Charles de Gaulle               | France Libre         | Plus attribué depuis 1946. |
|       | Ordre national du Mérite      | Mérite civil et militaire | 3 décembre 1963 par le Président de la République Charles de Gaulle | Cinquième République |                            |
|       | Ordre des Palmes académiques  | Mérite civil              | 4 octobre 1955 par le Président de la République René Coty          | Quatrième République |                            |
|       | Ordre du Mérite agricole      | Mérite civil              | 1883 par le ministre de l'Agriculture Jules Méline                  | Troisième République |                            |
|       | Ordre du Mérite maritime      | Mérite civil              | 9 février 1930 par le Parlement                                     | Troisième République |                            |
|       | Ordre des Arts et des Lettres | Mérite civil              | 2 mai 1957 par le Ministère de la Culture                           | Quatrième République |                            |

Les anciens ordres sont détaillés sur la page principale.

## Gabon
- Ordre de l'Étoile équatoriale : créé en 1959.
- Ordre national du Mérite : créé en 1971.

## Gambie
- Ordre de la République de Gambie.

## Géorgie
| Ruban | Ordre                              | Nom original                                     | Caractéristique | Fondation            | Période              | Abolition                                          | Observations                                  |
| ----- | ---------------------------------- | ------------------------------------------------ | --------------- | -------------------- | -------------------- | -------------------------------------------------- | --------------------------------------------- |
|       | Ordre de la reine Tamar            | (ka) თამარ მეფის ორდენი                          | Militaire       | 1915 recréation 2009 | Empire russe Géorgie | 1921 avec l'établissement de la Géorgie soviétique |                                               |
|       | Ordre de Saint-Nicolas             | (ka) წმინდა ნიკოლოზის ორდენი                     | civil           | 2009                 | Géorgie              |                                                    |                                               |
|       | Ordre de David le bâtisseur        | (ka) დავით აღმაშენებლის ორდენი                   | Civil           | 1992                 | Géorgie              |                                                    | Décerné en l'honneur de David IV (roi)        |
|       | Ordre de Vakhtang Gorgasali        | (ka) ვახტანგ I გორგასალი                         | Militaire       | 1992                 | Géorgie              |                                                    | Décerné en l'honneur de Vakhtang Ier d'Ibérie |
|       | Ordre de l'Honneur                 | (ka) ღირსების ორდენი                             | Civil           | 1992                 | Géorgie              |                                                    |                                               |
|       | Ordre de la Toison d'or            | (ka) ოქროს საწმისის ორდენი                       | Civil           | 1998                 | Géorgie              |                                                    |                                               |
|       | Ordre du Héros National de Géorgie | (ka) ეროვნული გმირის ორდენი                      | Civil           | 2004                 | Géorgie              |                                                    |                                               |
|       | Ordre de la Victoire de St Georges | (ka) წმინდა გიორგის სახელობის გამარჯვების ორდენი | Militaire       | 2004                 | Géorgie              | en hommage à Georges de Lydda                      |                                               |

## Ghana
- Ordre de l'Étoile : créé en 1970.
- Ordre de la Volta.

| Ordre                                    | Nom original                               | Caractéristique | Fondation                         | Période | Abolition | Observations |
| ---------------------------------------- | ------------------------------------------ | --------------- | --------------------------------- | ------- | --------- | ------------ |
| Ordre de l'Étoile et des Aigles du Ghana | (en) Order of the Star and Eagles of Ghana | Civil           | 2008 par le président John Kufuor | Ghana   |           |              |

## Grèce
| Ruban | Ordre                                   | Nom original                                                         | Caractéristique    | Fondation                      | Période          | Abolition                               | Observations                               |
| ----- | --------------------------------------- | -------------------------------------------------------------------- | ------------------ | ------------------------------ | ---------------- | --------------------------------------- | ------------------------------------------ |
|       | Ordre du Sauveur ou Ordre du Rédempteur | (el) Τάγμα του Σωτήρος                                               | Civil              | 1833 par le roi Othon Ier      | Royaume de Grèce |                                         | Commémore la Guerre d'indépendance grecque |
|       | Ordre du Phénix                         | (el) Τάγμα του Φοίνικος                                              | Civil              | 1926                           | Royaume de Grèce |                                         |                                            |
|       | Ordre des Saintes-Olga-et-Sophie        | (el) Βασιλικό οικογενειακό τάγμα Αγίων Όλγας και Σοφίας              | Civil              | 1936 par le roi Georges II     | Royaume de Grèce |                                         |                                            |
|       | Ordre des Saints-Georges-et-Constantin  | (el) Βασιλικό και οικογενειακό τάγμα Αγίων Γεωργίου και Κωνσταντίνου | Civil              | 1936 par le roi Georges II     | Royaume de Grèce |                                         |                                            |
|       | Ordre de Georges Ier                    | (el) Τάγμα του Γεωργίου Α                                            | Civil et militaire | 1915 par le roi Constantin Ier | Royaume de Grèce | 1975, remplacé par l'Ordre de l'Honneur |                                            |
|       | Ordre de Bienfaisance                   | (el) Τάγμα Ευποιΐας                                                  | Civil              | 1948                           | Royaume de Grèce |                                         | Ordre féminin                              |
|       | Ordre de l'Honneur                      | (el) Τάγμα Αριστείας της Τιμής                                       | Civil              | 1975                           | Grèce            |                                         |                                            |

## Guatemala
- Ordre du Quetzal : créé en 1936.
- Ordre de Rodolfo Robles : créé en 1955.
- Ordre du Frère Pedro de San José Bethancourt : créé en 1958.
- Ordre des Cinq Volcans : créé en 1961.
- Ordre de Francisco Marroquin : créé en 1964.

## Guinée
- Ordre National du Mérite : créé en 1958.
- Ordre National du Kolatier : crée en 1998.

## Guinée équatoriale
- Ordre de l'Indépendance : créé en 1968.

## Guyana
- Ordre de l'Excellence de Guyana.
- Ordre de Roraima.

## Haïti
- Ordre de Saint-Henri : créé en 1811 par le roi Henri Ier. Aboli en 1820.

| Ordre                            | Nom original | Caractéristique | Fondation                       | Période        | Abolition | Observations |
| -------------------------------- | ------------ | --------------- | ------------------------------- | -------------- | --------- | ------------ |
| Ordre de Saint-Faustin           |              | ?               | 1848 par l'empereur Faustin Ier | Empire d'Haïti |           |              |
| Ordre National Honneur et Mérite |              | ?               | 1848 par l'empereur Faustin Ier | Empire d'Haïti |           |              |
| Ordre de Sainte-Marie Madeleine  |              | ?               | 1856 par l'empereur Faustin Ier | Empire d'Haïti |           |              |

- Ordre de Sainte-Anne : créé en 1856 par l'empereur Faustin Ier. Aboli en 1859.
- Ordre National Honneur et Mérite : créé en 1926 par la République. Principal ordre national d'Haïti. En vigueur.
- Ordre de Pétion et Bolivar : créé en 1939 par la république. Aboli (?).
- Ordre de Jean-Jacques Dessalines : créé par la république. Aboli.
- Ordre de l'Education Nationale. En vigueur.

## Hawaï
| Ordre                   | Nom original | Caractéristique | Fondation                    | Période         | Abolition | Observations |
| ----------------------- | ------------ | --------------- | ---------------------------- | --------------- | --------- | ------------ |
| Ordre de Kamehameha Ier | (en) ?       | ?               | 1865 par le roi Kamehameha V | Royaume d'Hawaï |           |              |

- Ordre de Kalakaua Ier : créé en 1875 par le roi Kalakaua Ier.
- Ordre de Kapiolani : créé en 1880 par le roi Kalakaua Ier.
- Ordre de la Couronne d'Hawaï : créé en 1882 par le roi Kalakaua Ier.
- Ordre de l'Étoile d'Océanie : créé en 1886 par le roi Kalakaua Ier.

## Honduras
| Ordre               | Nom original | Caractéristique | Fondation                     | Période | Abolition | Observations |
| ------------------- | ------------ | --------------- | ----------------------------- | ------- | --------- | ------------ |
| Ordre de Santa-Rosa | (es) ?       | Civil           | ? par le président Don Medina | 1868    | 1901      | Abolit       |

## Hongrie
| Ordre                                                 | Nom original                               | Caractéristique    | Fondation                               | Période                        | Abolition                                      | Observations                                                |
| ----------------------------------------------------- | ------------------------------------------ | ------------------ | --------------------------------------- | ------------------------------ | ---------------------------------------------- | ----------------------------------------------------------- |
| Ordre de Saint-Georges                                | (hu) Szent György-lovagrend                | Civil (chevalerie) | 1326 par le roi Charles Ier             | Royaume de Hongrie             | ?                                              |                                                             |
| Ordre du Dragon                                       | (hu) Sárkány Lovagrend                     | Civil (chevalerie) | 1408 par l'empereur Sigismond Ier       | Saint-Empire romain germanique |                                                | Recréé sur la base de l'Ordre de Saint-Georges de Bourgogne |
| Ordre de Vitéz                                        | (hu) Vitézi Rend                           | Civil              | 1678 par Imre Thököly                   | Saint-Empire romain germanique |                                                | Ordre de mérite                                             |
| Ordre de Saint-Étienne de Hongrie                     | (hu) Magyar királyi Szent Istvan lovagrend | Civil              | 1764 par l'impératrice Marie-Thérèse    | Saint-Empire romain germanique | 1918 avec la chute de l'Empire austro-hongrois |                                                             |
| Croix du Mérite civil (Autriche-Hongrie)              | (hu) Vasérdemkereszt                       | Civil              | 1850 par François-Joseph Ier d'Autriche | Autriche-Hongrie               | 1918 avec la chute de l'Empire austro-hongrois |                                                             |
| Ordre de Sainte-Couronne de Saint-Etienne             |                                            | ?                  | 1942 par le régent Miklós Horthy        |                                | 1944                                           | Ordre de mérite                                             |
| Ordre du Mérite (Hongrie)                             |                                            | ?                  | 1942 par le régent Miklós Horthy        |                                | 1944                                           |                                                             |
| Ordre du Mérite de la République Populaire de Hongrie |                                            | ?                  |                                         |                                |                                                |                                                             |
| Ordre du Mérite de l'Étoile Rouge                     |                                            | ?                  | 1953                                    |                                |                                                |                                                             |
| Ordre du Drapeau Rouge (Hongrie)                      |                                            | ?                  | 1953                                    |                                |                                                |                                                             |
| Ordre du Drapeau Rouge du Travail                     |                                            | ?                  | 1953                                    |                                |                                                |                                                             |
| Ordre du Mérite du Travail                            |                                            | ?                  | 1953                                    |                                |                                                |                                                             |
| Ordre de la Liberté Hongroise                         |                                            | ?                  | 1953                                    |                                |                                                |                                                             |
| Ordre du Mérite Militaire (Hongrie)                   |                                            | ?                  | 1953                                    |                                |                                                |                                                             |
| Ordre du Mérite Civil (Hongrie)                       |                                            | ?                  | 1953                                    |                                |                                                |                                                             |
| Ordre du Drapeau                                      |                                            | ?                  | 1953                                    |                                |                                                |                                                             |

## Inde

### Principauté de Baroda
- Ordre du Soleil levant : créé en 1907 par le maharadjah Sayaji-Rao III (1875 - 1939).
- Ordre du Soleil de la Victoire : créé en 1907 par le maharadjah Sayaji-Rao III (1875 - 1939).
- Ordre du Soleil de la Connaissance : créé en 1907 par le maharadjah Sayaji-Rao III (1875 - 1939).
- Ordre de l'Étoile du Soleil levant : créé en 1907 par le maharadjah Sayaji-Rao III (1875 - 1939).
- Ordre de l'Étoile de l'Aube du Jour : créé en 1907 par le maharadjah Sayaji-Rao III (1875 - 1939).
- Ordre de Sa Bien-Aimée Altesse : créé en 1907 par le maharadjah Sayaji-Rao III (1875 - 1939).
- Ordre de Sa Bienveillante Altesse : créé en 1907 par le maharadjah Sayaji-Rao III (1875 - 1939).
- Ordre de Sa Chère Altesse : créé en 1907 par le maharadjah Sayaji-Rao III (1875 - 1939).
- Ordre du Joyau de l'État : créé en 1907 par le maharadjah Sayaji-Rao III (1875 - 1939).

### District de Bhâratpur
- Ordre de Brijendra : créé en 1925 par le mahradjah Kishen Singh, règne de 1900 à 1929.
- Ordre de Girraj : créé en 1926 par le maharadjah Kishen Singh, règne de 1900 à 1929.

### Bhopal
- Ordre de la Splendeur : créé en 1902 par la bégum Soltan Kaykhosrow Jahân Begam, règne de 1901 à 1926.

### Bîkâner
- Ordre de l'Étoile d'Honneur : créé en 1937 par le maharadjah Gangâ Singh, règne de 1880 à 1943.
- Ordre de l'Étoile de Vikram : créé en 1944 par le maharadjah Sadul Singh, règne de 1943 à 1947.
- Ordre de l'Étoile de Sadul de Bikaner : créé en 1947 par le maharadjah Sadul Singh, règne de 1943 à 1947.
- Ordre de la Légion du Mérite : créé en 1947 par le maharadjah Sadul Singh, règne de 1943 à 1947.

### Dhrangadhra
- Ordre de Shaktimant de Jhalavad : créé en 1933 par le maharadjah Ghanshyamsinhji Ajitsinhji, règne de 1911 à 1942.

### Gwâlior
- Ordre du Serpent : créé en 1900 par le maharadjah Madhava-Rao II.

### Principauté d'Hyderābād
- Ordre de la Famille Royale d'Asaf-Jah : créé en 1942 par le nizam Osman-Ali-Khan.
- Ordre du Croissant d'Osman : créé en 1944 par le nizam Osman-Ali-Khan.

### Indore
- Ordre du Mérite Holkar : créé en 1914 par le maharadjah Tukoji-Rao III.
- Ordre d'Ahilya Holkar Sultanat : créé en 1920 par le maharadjah Tukoji-Rao III.

### Jaipur
- Ordre de l'Étoile de Dhundar : créé en 1947 par le mahârâja Man-Singh II.

### Kapurthala
- Ordre de l'Honneur : créé en 1897 par le radjah Jagajit-Singh.
- Ordre Royal : créé en 1914 par le maharadjah Jagajit-Singh.

### Mysore
- Ordre du Double Aigle : créé en 1892 par le maharadjah Chamorajendra Ier (1863-1894).
- Ordre du Service Distingué de Mysore : créé en 1913 par le maharadjah Krishna-Radjah IV.

### Nawanagar
- Ordre du Mérite de l'État de Nawanagar : créé en 1915 par le maharadjah Ranjitsinhji (1872-1933).

### Patiala
- Ordre de Phul : créé en 1911 par le maharadjah Bhupindra-Singh.
- Ordre de la Famille Royale Phulkian : créé en 1918 par le maharadjah Bhupindra-Singh.
- Ordre de Krishna : créé en 1933 par le maharadjah Bhupindra-Singh.
- Ordre du Saint Béni : créé en 1933 par le maharadjah Bhupindra-Singh.
- Ordre du Mérite : créé en 1933 par le maharadjah Bhupindra-Singh.

### Pendjab
- Ordre du Gourou Govind-Singh (ou Ordre de Ranjît Singh) : créé en 1822 par le maharadjah Ranjît Singh (1780-1839). Disparu en 1849.
- Ordre de l'Étoile Propice du Pendjab : créé en 1837 par le maharadjah Ranjît Singh (1780-1839). Disparu en 1849.

### Râmpur
- Ordre de Hamidiya : créé en 1894 par le nabab Hamid-Ali-Khan.
- Ordre de la Bonne Fortune : créé en 1927 par le nabab Hamid-Ali-Khan.

### Sachin
- Ordre du Nishan-i-Yakut-Zaman : créé en 1907 par le nabab Ibrahim-Mohammed-Yakut III.
- Ordre du Nishan-i-Sardani : créé en 1918 par le nabab Ibrahim-Mohammed-Yakut III.
- Ordre du Nishan-i-Sultan-Manzoor : créé par le nabab Ibrahim-Mohammed-Yakut III.
- Ordre du Nishan-i-Hadani : créé par le nabab Ibrahim-Mohammed-Yakut III.

### Tripura
- Ordre de l'État de Tripura : créé en 1930 par le maharadjah Bira-Bikram-Kishore.

## Indonésie
- Ordre de la République.
- Ordre de Mahaputera.
- Ordre de l'Étoile de la République indonésienne.

### Sultanat de Yogyakarta
- Ordre de l'Étoile des Héritages sacrés du Palais de Jogyakarta : créé par le sultan Hamengku-Buwono IV.

### Sultanat de Pontianak
- Ordre Dubus : créé en 1819 par le sultan Osman.
- Ordre de Marianne : créé en 1829 par le sultan Osman.

### Empire deSurakarta
- Ordre de l'Étoile de la Compagnie : créé par l'empereur Paku-Buwono IV (1788-1820).
- Ordre de l'Étoile de Daendels : créé par l'empereur Paku-Buwono IV (1788-1820).
- Ordre de l'Étoile d'honneur : créé en 1904 par l'empereur Paku-Buwono X (1893-1939).
- Ordre de l'Étoile du Palais : créé en 1932 par l'empereur Paku-Buwono X (1893-1939).
- Ordre de l'Étoile du 200e anniversaire du Palais de Surakarta : créé en 1940 par l'empereur Paku-Buwono XI (1939-1944).

## Islande
| Ordre           | Nom original                | Caractéristique | Fondation                   | Période           | Abolition | Observations |
| --------------- | --------------------------- | --------------- | --------------------------- | ----------------- | --------- | ------------ |
| Ordre du Faucon | (is) Hin íslenska fálkaorða | Civil           | 1921 par le roi Christian X | Royaume d'Islande |           |              |

## Irak
- Ordre des Deux Rivières : créé en 1922 par le roi Fayçal ibn Hussein (1883 - 1933). Maintenu par la république en 1958.
- Ordre de Fayçal Ier : créé en 1932 par le roi Fayçal ibn Hussein (1883 - 1933). Aboli avec la monarchie en 1958.
- Ordre des Hachémites : créé en 1932 par le roi Fayçal ibn Hussein (1883 - 1933). Aboli avec la monarchie en 1958.
- Ordre de Qadisia Hussein : créé en 1979 par la république. Disparu en 2003.

## Iran
- L'ordre d'Ali, créé en 1856 par Nassereddine Shah, ne comportait qu'un membre, le souverain régnant.

| Ordre                       | Nom original                  | Caractéristique    | Fondation                         | Période                                 | Abolition                         | Observations                                                 |
| --------------------------- | ----------------------------- | ------------------ | --------------------------------- | --------------------------------------- | --------------------------------- | ------------------------------------------------------------ |
| Ordre du Soleil             | (fa) Nishan-i-Khurshid        | Civil et militaire | 1807 par Fath Ali Shah Qajar      | Perse (Dynastie kadjar)                 | Dernière vers 1820                |                                                              |
| Ordre du Lion et du Soleil  | (fa) Nishan-i-Shir u Khurshid | Civil et militaire | 1808 par Fath Ali Shah Qajar      | Perse (Dynastie kadjar)                 | Perd sa valeur en 1925            | Renommé Ordre de Homayoun en 1939                            |
| Ordre Impérial des Aqdas    | (fa) Nishan-i-Agdas           | Civil et militaire | 1870 par Nasseredin Shah          | Perse (Dynastie kadjar)                 | 1979 avec la Révolution iranienne |                                                              |
| Ordre de la Couronne        | (fa) Nishan-i-Taj             | Civil et militaire | 1900 par le shah Mouzaffar ud-Din | Perse (Dynastie kadjar)                 | 1979 avec la Révolution iranienne | Renommé Ordre de la Couronne d'Iran par le chah Reza Pahlavi |
| Ordre des Pahlavis          | (fa) Neshan-e Pahlavi         | Civil              | 1925 par le shah Reza Pahlavi     | État impérial d'Iran (Dynastie Pahlavi) | 1979 avec la Révolution iranienne |                                                              |
| Ordre de Zulfikar           | (fa) Nishan-i-Zulfikhar       | Militaire          | 1925 par le chah Reza Pahlavi     | État impérial d'Iran (Dynastie Pahlavi) | 1979 avec la Révolution iranienne | Reprise et modification de l'Ordre d'Ali                     |
| Ordre du Mérite militaire   | (fa) Nishan-i-Liaqat          | Militaire          | 1937 par le chah Reza Pahlavi     | État impérial d'Iran (Dynastie Pahlavi) | 1979 avec la Révolution iranienne |                                                              |
| Ordre de Homayoun           | (fa) Nishan-i-Humayun         | Civil et militaire | 1939 par le shah Reza Pahlavi     | État impérial d'Iran (Dynastie Pahlavi) | 1979 avec la Révolution iranienne | Redessiné sur la base de l'ordre du Lion et du Soleil        |
| Ordre de la Couronne d'Iran | (fa) Nishan-i-Taj-i-Iran      | Civil et militaire | 1939 par le chah Reza Pahlavi     | État impérial d'Iran (Dynastie Pahlavi) | 1979 avec la Révolution iranienne | Continuité de l'ordre de la Couronne                         |

- Ordre de la Gloire : créé en 1937 par le shah Reza Pahlavi.
- Ordre des Pleïades : créé pour les dames en 1957 par le shah Mohammed-Reza Pahlavi.
- Ordre d'Aryamehr (Lumières d'Iran) : créé pour les dames en 1967 par le shah Mohammed-Reza Pahlavi.
- Ordre de la Gratitude.

## Italie
| Ruban | Ordre                                        | Nom original                                        | Caractéristique    | Fondation                           | Période              | Abolition                                                                | Observations                         |
| ----- | -------------------------------------------- | --------------------------------------------------- | ------------------ | ----------------------------------- | -------------------- | ------------------------------------------------------------------------ | ------------------------------------ |
|       | Ordre civil de Savoie                        | (it) Ordine Civile di Savoia                        | Civil              | 1831 par le roi Charles-Albert      | Royaume de Sardaigne | 1946 avec la création de la République italienne                         |                                      |
|       | Ordre de la Couronne d'Italie                | (it) Ordine della Corona d'Italia                   | Civil              | 1868 par le roi Victor-Emmanuel II  | Royaume d'Italie     | 1988, remplacé par l'Ordre du Mérite de Savoie                           |                                      |
|       | Ordre colonial de l'Étoile d'Italie          | (it) Ordine coloniale della Stella d'Italia         | Civil              | 1914 par le roi Victor-Emmanuel III | Royaume d'Italie     | 1943 lors de l'invasion Alliée des colonies italiennes d'Afrique du Nord |                                      |
|       | Ordre du Mérite pour le travail              | (it) Ordine al Merito del Lavoro                    | Civil              | 1901                                | Royaume d'Italie     |                                                                          |                                      |
|       | Ordre de l'Aigle romain                      | (it) Ordine civile e militare dell'Aquila Romana    | Civil et militaire | 1942                                | Royaume d'Italie     | 1944 avec la dissolution de la République sociale italienne              | Ordre fasciste                       |
|       | Ordre militaire d'Italie                     | (it) Ordine Militare d'Italia                       | Militaire          | 1947                                | Italie               |                                                                          | Remplace l'ordre militaire de Savoie |
|       | Ordre de l'Étoile de la solidarité italienne | (it) Ordine della Stella della Solidarietà Italiana | Civil et militaire | 1947                                | Italie               |                                                                          |                                      |
|       | Ordre du Mérite de la République italienne   | (it) Ordine al Merito della Repubblica Italiana     | Civil et militaire | 1951 par le président Luigi Einaudi | Italie               |                                                                          |                                      |
|       | Ordre de Vittorio Veneto                     | (it) Ordine di Vittorio Veneto                      | Militaire          | 1968                                | Italie               |                                                                          |                                      |

## Jamaïque
- Ordre de la Jamaïque : créé en 1969.
- Ordre du Héros national : créé en 1969.
- Ordre de la Distinction : créé en 1969.

## Japon
| Ordre                          | Nom original                          | Caractéristique | Fondation                 | Période         | Abolition | Observations |
| ------------------------------ | ------------------------------------- | --------------- | ------------------------- | --------------- | --------- | ------------ |
| Ordre de la Bravoure           | (ja) ?                                |                 | 1873 par l'empereur Meiji | Empire du Japon |           |              |
| Ordre du Mérite                | (ja) ?                                |                 | 1873 par l'empereur Meiji | Empire du Japon |           |              |
| Ordre de la Couronne précieuse | (ja) 宝冠章 ()                        |                 | 1888 par l'empereur Meiji | Empire du Japon |           |              |
| Ordre des Fleurs de Paulownia  | (ja) 桐花章 (Tōka shō)                |                 | 1888 par l'empereur Meiji | Empire du Japon |           |              |
| Ordre du Trésor sacré          | (ja) 瑞宝章, (Zuihō shō)              |                 | 1888 par l'empereur Meiji | Empire du Japon |           |              |
| Ordre du Soleil levant         | (ja) 旭日章 (Kyokujitsu shō)          |                 | 1875 par l'empereur Meiji | Empire du Japon |           |              |
| Ordre du Chrysanthème          | (ja) 大勲位菊花章 (Daikun’i Kikkashō) |                 | 1876 par l'empereur Meiji | Empire du Japon |           |              |
| Ordre la Culture               | (ja) 文化勲章 (Bunka Kunshō)          |                 | 1937                      | Empire du Japon |           |              |

- Ordre du Milan d'Or (ou Ordre de la Vertu Militaire) : créé en 1890 par l'empereur Meiji. Aboli en 1947.

## Jordanie
- Ordre suprême de la Renaissance : créé en 1917 par le roi Hussein du Hedjaz (Ali ben Hussein, 1854-1931) ; devenu jordanien en 1925.
- Ordre de l'Indépendance : créé en 1921 par le roi Hussein du Hedjaz (Ali ben Hussein, 1854-1931) ; devenu jordanien en 1925.
- Ordre de la Vaillance militaire : créé en 1946 par le roi Abdallah Ier (1882-1951).
- Ordre d'Al-Hussein ibn Ali : créé en 1949 par le roi Abdallah Ier (1882-1951).
- Ordre de l'Étoile : créé en 1949 par le roi Abdallah Ier (1882-1951).
- Ordre de la Gloire militaire : créé en 1956 par le roi Hussein (1935-1999).
- Ordre de l'Étoile hachémite : créé en 1971 par le roi Hussein (1935-1999).
- Ordre du Mérite militaire d'Hussein : créé en 1976 par le roi Hussein (1935-1999).

## Kazakhstan
- Ordre de l'Aigle d'or.
- Ordre de Parasat (ou Ordre de la Noblesse) : créé en 1993.
- Ordre de Kurmet : créé en 1993.

## Kenya
- Ordre du Cœur d'or du Kenya : créé en 1966.
- Ordre de la Lance brûlante : créé en 1966.

## Kirghizistan
- Ordre de Manas.
- Ordre de Danaker.

## Kosovo
- Ordre du Héros du Kosovo.

## Koweït
- Ordre de la Défense nationale : créé en 1962 par l'émir Abdallah III.
- Ordre de la Distinction militaire : créé en 1962 par l'émir Abdallah III.
- Ordre de Moubarak le Grand : créé en 1974 par l'émir Sabah III.
- Ordre du Koweït : créé en 1974 par l'émir Sabah III.
- Ordre de la Libération : créé en 1993 par l'émir Jaber III.

## Laos
- Ordre royal du Million d’Éléphants et du Parasol blanc : créé en 1909 par le roi Sisavong-Vong. Aboli avec la monarchie en 1975.
- Ordre du Mérite Civique : créé en 1950 par le roi Sisavong. Aboli avec la monarchie en 1975.
- Ordre de la Couronne : créé en 1962 par le roi Savang-Vatthana. Aboli avec la monarchie en 1975.
- Ordre du Mérite Féminin (femmes) : créé en 1962 par le roi Savang-Vatthana. Aboli avec la monarchie en 1975.
- Ordre de la Bravoure : créé par la république.
- Ordre de la Liberté : créé par la république.
- Ordre de la Victoire : créé par la république.

## Lesotho
- Ordre de Moshoeshoe (ou Ordre de la Dignité) : créé en 1972 par le roi Moshoeshoe II.
- Ordre du Lesotho : créé en 1972 par le roi Moshoeshoe II.
- Ordre de Ramatseatsane (ou Ordre du Service distingué) : créé en 1972 par le roi Moshoeshoe II.
- Ordre de Mohlomi (ou Ordre de l'Achèvement) : créé en 1972 par le roi Moshoeshoe II.
- Ordre de Makoanyane : créé en 1972 par le roi Moshoeshoe II.

## Lettonie
- Ordre du Tueur d'Ours (ou Ordre de Lacplesis) : créé en 1919. Disparu en 1940, il s'agissait d'un ordre de guerre.
- Ordre des Trois Étoiles : créé en 1924. Disparu en 1940 puis rétabli en mars 2004.
- Ordre de Viesturs : créé en 1928. Disparu en 1940 puis rétabli en mars 2004.
- Ordre de la Reconnaissance. Devise : « Pour les honnêtes gens ». Disparu en 1940 puis rétabli en 2004.

## Liban
| Ordre                   | Nom original | Caractéristique    | Fondation | Période             | Abolition | Observations |
| ----------------------- | ------------ | ------------------ | --------- | ------------------- | --------- | ------------ |
| Ordre national du Cèdre |              | Civil et militaire | 1936      | État du Grand Liban |           |              |

- Ordre du Mérite libanais

## Liberia
- Ordre de la Rédemption africaine : créé en 1879;
- Ordre de l'Étoile d'Afrique : créé en 1920.
- Ordre des Pionniers du Liberia : créé en 1955.

## Libye
- Ordre d'Idris Ier : créé en 1947 par l'émir Idris Ier de Libye (1889 - 1983). Aboli avec la monarchie en 1969.
- Ordre de Mohammed ben Ali el-Senoussi : créé en 1951 par le roi Idris Ier de Libye (1889 - 1983). Aboli avec la monarchie en 1969.
- Ordre de l'Indépendance : créé en 1951 par le roi Idris Ier de Libye (1889 - 1983). Aboli avec la monarchie en 1969.
- Ordre de la République : créé en 1969 par la république.
- Ordre du Courage : créé en 1969 par la république.

## Liechtenstein
- Ordre du Mérite : créé en 1937 par le prince François Ier.

## Lituanie
- Ordre de la Croix de Vytis : créé en 1918. Disparu en 1940 puis rétabli en 1991.
- Ordre de Gediminas : créé en 1928, en l'honneur de Gediminas (~ 1275 - 1341), grand-duc de Lituanie. Disparu en 1940 puis rétabli en 1991.
- Ordre de Vytautas le Grand : créé en 1930, en l'honneur de Vytautas le Grand (1344 ou 1350 - 1430), souverain du grand-duché de Lituanie. Disparu en 1940 puis rétabli en 1991.

## Luxembourg
- Ordre de la Couronne de chêne, fondé en 1841 par le roi Guillaume III des Pays-Bas en tant que grand-duc de Luxembourg.
- Ordre du Lion d'or de la maison de Nassau : créé en 1858 par le roi Guillaume III des Pays-Bas (1817 - 1890) et le duc de Nassau, futur grand-duc Adolphe de Luxembourg (1817 - 1905). Devenu Luxembourgeois en 1905. Ordre commun aux monarchies Néerlandaise et Luxembourgeoise.
- Ordre d'Adolphe de Nassau : créé en 1858 par le duc de Nassau, futur grand-duc Adolphe de Luxembourg. Devenu Luxembourgeois en 1905.
- Ordre de la Résistance 1940-1944 : créé en 1946 par la grande-duchesse Charlotte.
- Ordre de Mérite du grand-duché de Luxembourg : créé en 1961 par la grande-duchesse Charlotte.

## Macédoine
- Ordre du Mérite pour la Macédoine.

## Madagascar
- Ordre du Faucon royal : créé en 1823 par le roi Radama Ier (~ 1793 - 1828). Disparu avec la monarchie en 1897.
- Ordre de Radama II (ou Ordre du Mérite) : créé en 1862 par le roi Radama II (1829 - 1863). Disparu avec la monarchie en 1897.
- Ordre du Mérite militaire : créé en 1867 par la reine Rasoherina (1814 - 1868). Disparu avec la monarchie en 1897.
- Ordre du Royaume : créé en 1883 par la reine Ranavalona II (1829 - 1883). Disparu avec la monarchie en 1897.
- Ordre de Ranavalona (ou Ordre royal de Madagascar) : créé en 1896 par la reine Ranavalona III (1861 - 1917). Disparu avec la monarchie en 1897.
- Ordre national malgache : créé en 1959 par la république.
- Ordre du Mérite malgache : créé en 1960 par la république.

## Malaisie
- Ordre de la Couronne du Royaume : créé en 1958 par le roi Abdul Rahman.
- Ordre du Défenseur du Royaume : créé en 1958 par le roi Abdul Rahman.
- Ordre de la Loyauté à la Famille royale : créé en 1965 par le roi Haroun Putra.
- Ordre de la Famille royale de Malaisie : créé en 1966 par le roi Ismaïl Naseruddin.
- Ordre de la Loyauté à la Couronne de Malaisie : créé en 1966 par le roi Ismaïl Nasseruddin.
- Ordre de la Consécration : créé en 1975 par le roi Abdul Halim III Muazzam.
- Ordre du Guerrier des Forces militaires : créé en 1983 par le roi Ahmed Billah Shah.
- Ordre de la Force royale de Police de Malaisie : créé en 1993 par le roi Azlan Muhibuddin.
- Ordre du Service méritant : créé en 1995 par le roi Jaafar.

### Sultanat deJohor
- Ordre de la Famille de Johore : créé en 1886 par le sultan Aboubekhr.
- Ordre de la Couronne de Johore : créé en 1886 par le sultan Aboubekhr.
- Ordre de la Loyauté au Sultan Ismaïl de Johore : créé en 1974 par le sultan Ismaïl.

### Sultanat deKedah
- Ordre du Mérite : créé en 1952 par le sultan Badli Shah.
- Ordre de la Famille de Kedah : créé en 1964 par le sultan Abdul Halim III Muazzam.
- Ordre de la Couronne de Kedah : créé en 1964 par le sultan Abdul Halim III Muazzam.
- Ordre de la Famille Halimi de Kedah : créé en 1973 par le sultan Abdul Halim III Muazzam.
- Ordre Royal de la Loyauté : créé en 1973 par le sultan Abdul Halim III Muazzam.
- Ordre de la Loyauté au Sultan Abdul-Halim-Muazzam : créé en 1983 par le sultan Abdul Halim III Muazzam.
- Ordre de la Couronne glorieuse de Kedah : créé en 2001 par le sultan Abdul Halim III Muazzam.

### Sultanat deKelantan
- Ordre de la Famille (ou Ordre de l'Étoile de Yunus) : créé en 1916 par le sultan Mohammed IV.
- Ordre de la Couronne de Kelantan (ou Ordre de l'Étoile de Mohammed Ier) : créé en 1916 par le sultan Mohammed IV.
- Ordre du Guerrier Vaillant et Distingué : créé en 1919 par le sultan Mohammed IV.
- Ordre de l'Existence de la Couronne de Kelantan (ou Ordre de l'Étoile d'Ismaïl Ier) : créé en 1925 par le sultan Ismaïl Ier.
- Ordre de la Loyauté à la Couronne de Kelantan (ou Ordre de l'Étoile d'Ibrahim) : créé en 1967 par le sultan Yahya Petra.
- Ordre de la Noble Couronne de Kelantan (ou Ordre de l'Étoile de Yahya) : créé en 1988 par le sultan Ismaïl II.

### Sultanat deNegeri Sembilan
- Ordre de la Famille royale de Negri-Sembilan : créé en 1979 par le sultan Jaafar.
- Ordre de la Famille royale de Yam-Tuan-Radin-Sunnah : créé en 1979 par le sultan Jaafar.
- Ordre Loyal de Negri-Sembilan : créé en 1979 par le sultan Jaafar.
- Ordre de Tuanku Jaafar : créé en 1984 par le sultan Jaafar.

### SultanatdePahang
- Ordre de la Famille de la Couronne d'Indra de Pahang : créé en 1967 par le sultan Aboubekhr Riayatuddin.
- Ordre de la Couronne de Pahang : créé en 1968 par le sultan Aboubekhr Riayatuddin.
- Ordre de la Famille royale de Pahang : créé en 1977 par le sultan Ahmed Billah Shah.
- Ordre du Sultan Ahmed de Pahang : créé en 1977 par le sultan Ahmed Billah Shah.

### Sultanat dePerak
- Ordre de la Famille royale de Perak : créé en 1957 par le sultan Youssouf Izzuddin.
- Ordre de la Couronne de l'État de Perak : créé en 1957 par le sultan Youssouf Izzuddin.
- Ordre du Sabre de l'État de Perak : créé en 1969 par le sultan Idris II.
- Ordre du Kris de l'État de Perak : créé en 1977 par le sultan Idris II.
- Ordre de la Famille du Sultan Azlan de Perak : créé en 2000 par le sultan Azlan Muhibuddin.

### Principauté dePerlis
- Ordre de la Famille royale de l'État de Perlis : créé en 1965 par le radjah Haroun Putra.
- Ordre de la Couronne de Perlis (ou Ordre de l'Étoile de Safi) : créé en 1965 par le radjah Haroun Putra.
- Ordre du Victorieux Prince Putra Jama ul-Lail : créé en 1995 par le radjah Haroun Putra.
- Ordre du Prince Sirajuddin Jama ul-Lail : créé en 2006 par le radjah Sirajuddin.

### État deSabah
- Ordre de Kina Balu : créé en 1963.

### État deSarawak
- Ordre de l'Étoile de Sarawak : créé en 1928 par le radjah Charles Brooke. Disparu en 1946 puis rétabli en 1964.

### Sultanat deSelangor
- Ordre de la Famille royale de Selangor : créé en 1961 par le sultan Salahuddin II Abdul Aziz.
- Ordre de la Couronne de Selangor : créé en 1961 par le sultan Salahuddin II Abdul Aziz.
- Ordre du Sultan Salahuddin-Abdul-Aziz : créé en 1985 par le sultan Salahuddin II Abdul Aziz.
- Ordre du Sultan Sharafuddin-Idris : créé en 2002 par le sultan Sharafuddin Idris.

### Sultanat deTrengganu
- Ordre de la Famille de Trengganu : créé en 1962 par le sultan Ismaïl Nasseruddin.
- Ordre de la Couronne de Trengganu : créé en 1962 par le sultan Ismaïl Nasseruddin.
- Ordre suprême de la Famille royale de Trengganu : créé en 1981 par le sultan Mahmoud Billah.
- Ordre du Sultan Mahmoud de Trengganu : créé en 1982 par le sultan Mahmoud Billah.
- Ordre distingué de la Famille royale de Trengganu : créé en 2000 par le sultan Mizan Zeinal Abidin.
- Ordre du Sultan Mizan-Zeinal-Abidin de Trengganu : créé en 2001 par le sultan Mizan Zeinal Abidin

## Malawi
- Ordre du Lion du Malawi : créé en 1967.

## Maldives
- Ordre du Nishan Izzaiytheri Verikan : créé en 1965 par le sultan puis roi Mohammed Farid.

## Mali
- Ordre national du Mali : créé en 1963.

## Mandchoukouo
- Ordre de la Fleur d'Orchidée : créé en 1934 par l'empereur Puyi. Aboli en 1945.
- Ordre du Dragon Illustre : créé en 1934 par l'empereur Puyi. Aboli en 1945.
- Ordre des Nuages favorables : créé en 1934 par l'empereur Puyi. Aboli en 1945.
- Ordre des Piliers de l'État : créé en 1936 par l'empereur Puyi. Aboli en 1945.

## Maroc
- Ordre du Nichan Hafidien : créé en 1910 par le sultan Moulay Hafid. Aboli en 1913.
- Ordre du Ouissam al-Askari : créé en 1910 par le sultan Moulay Hafid. Aboli en 1913.
- Ordre du Ouissam alaouite (créé en 1913) par le sultan Moulay Youssef. Remplace l'ordre du Ouissam hafidien.
- Ordre du Ouissam al-Istiklal : créé en 1955 par le roi Mohammed V.
- Ordre du Ouissam al-Arch : créé en 1955 par le roi Mohammed V.
- Ordre du Ouissam al-Uala : créé en 1955 par le roi Mohammed V.
- Ordre du Ouissam al-Muhammadi : créé en 1956 par le roi Mohammed V.
- Ordre du Ouissam al-Rida : créé en 1966 par le roi Hassan II.
- Ordre du Ouissam al-Shugl : créé en 1968 par le roi Hassan II.
- Ordre de la Marche Verte : créé en 1975 par le roi Hassan II.
- Ordre du Ouissam al-Istihkak al-Askari : créé en 1976 par le roi Hassan II.
- Ordre du Ouissam al-Najm al-Harbi : créé en 1976 par le roi Hassan II.
- Ordre du Ouissam al-Istihkak al-Watani : créé en 1983 par le roi Hassan II.

### Protectorat espagnol du Maroc
- Ordre du Ouissam Mehdauia : créé en 1926 par le prince Moulay Hassan du Maroc, calife de Tétouan. Aboli en 1956.
- Ordre du Ouissam Hasania : créé en 1949 par le prince Moulay Hassan du Maroc, calife de Tétouan. Aboli en 1956.

## Maurice
- Ordre de l'Étoile et de la Clef de l'Océan Indien : créé en 2000.

## Mauritanie
- Ordre du Mérite national : créé en 1961.

## Mexique
- Ordre de Notre-Dame de Guadalupe, fondé en 1822 par l'empereur Augustin Ier Iturbide. Aboli par la république en 1823. Rétabli par le président général Santa Anna en 1853 puis ré-aboli en 1855. Rétabli en 1863 puis disparu avec la monarchie en 1867.
- Ordre de l'Aigle mexicain (it), fondé en 1865 par l'empereur Maximilien Ier. Disparu avec la monarchie en 1867.
- Ordre de Saint-Charles (Femmes), fondé en 1865 par l'empereur Maximilien Ier. Disparu avec la monarchie en 1867.
- Ordre de l'Aigle aztèque, créé en 1933 par la république.

## Moldavie
- Ordre de la République.

## Monaco
- Ordre de Saint-Charles (Monaco), fondé le 15 mars 1858 par le prince Charles III
- Ordre de Grimaldi, fondé le 18 novembre 1954 par le prince Rainier III
- Ordre du Mérite culturel, institué le 31 décembre 1952 par le prince Rainier III
- Ordre de la Couronne, fondé le 20 juillet 1960 par le prince Rainier III

## Mongolie
- Ordre de la Bannière rouge du Combat : créé en 1926.
- Ordre de la Bannière rouge du Travail : créé en 1926.
- Ordre de l'Étoile polaire : créé en 1937.
- Ordre de Sukhe Bator : créé en 1941, en l'honneur de Damdin Sükhbaatar (1893 - 1923), surnommé « le Lénine mongol », est considéré comme l’âme de la révolution mongole.
- Ordre des Services au Combat : créé en 1945.
- Ordre de la Gloire maternelle : créé en 1957.
- Ordre du Mérite militaire : créé en 1990.

## Monténégro
- Ordre du prince Danilo Ier, instauré en 1853 par Danilo Petrović-Njegoš, prince du Monténégro. Disparu avec l'abolition de la monarchie Monténégrine en 1918[1].
- Ordre de Saint-Pierre de Cetinje, instauré en 1869 par Nikola I Petrović-Njegoš, prince du Monténégro. Disparu avec l'abolition de la monarchie Monténégrine en 1918.
- Ordre de Petrovick-Njegoch, instauré en 1896 par Nikola Ier, prince du Monténégro. Disparu avec l'abolition de la monarchie Monténégrine en 1918.
- Ordre de la République de Monténégro : créé en 2006 par l'actuelle république.
- Ordre de la Grande Étoile monténégrine : créé en 2006 par l'actuelle république.
- Ordre du Drapeau monténégrin : créé en 2006 par l'actuelle république.
- Ordre de la Bravoure : créé en 2006 par l'actuelle république.
- Ordre du Travail : créé en 2006 par l'actuelle république.

## Mozambique
- Ordre d'Eduardo Mondlane.

## Namibie
- Ordre de Mukorob.
- Ordre de Welwithia Mirabalis.
- Ordre du Soleil.
- Ordre de l'Aigle.
- Ordre de Namibie.

## Népal
- Ordre de l'Étoile du Népal : créé en 1918 par le roi Tribhuvan Shah (1906 - 1955).
- Ordre de Gorkha Dakshina Bahu : créé en 1932 par le roi Tribhuvan Shah (1906 - 1955).
- Ordre d'Ojaswi Rajanya : créé en 1934 par le roi Tribhuvan Shah (1906 - 1955).
- Ordre de Tri Shakti Patta : créé en 1937 par le roi Tribhuvan Shah (1906 - 1955).
- Ordre d'Om Rama Patta : créé en 1946 par le roi Tribhuvan Shah (1906 - 1955).
- Ordre de Tribhuvan Prajatantra Shripada : créé en 1956 par le roi Mahendra Bir Bikram Shah (1920 - 1972).
- Ordre de Mahendra Malla : créé en 1961 par le roi Mahendra Bir Bikram Shah (1920 - 1972).
- Ordre du Népal Shripada : créé en 1962 par le roi Mahendra Bir Bikram Shah (1920 - 1972).
- Ordre du Népal Pratapa Bhaskana : créé en 1966 par le roi Mahendra Bir Bikram Shah (1920 - 1972).
- Ordre de Birendra Malla : créé en 2002 par le roi Gyanendra Bir Bikram Shah Dev (1947 - ), dernier roi du Népal.

## Nicaragua
- Ordre de San-Juan, fondé en 1857 par le président de la République. Aboli.
- Ordre de Ruben Dario : créé en 1947.
- Ordre de Miguel Larreynaga : créé en 1968.
- Ordre de José de Marcoleta : crée en 1997.

## Niger
- Ordre national du Niger : créé en 1959
- Ordre du Mérite du Niger : créé en 1963.

## Nigeria
- Ordre de la République fédérale du Nigeria : créé en 1964.
- Ordre du Niger : créé en 1964.

## Norvège
- Ordre de Saint-Olaf : créé en 1847 par le roi de Suède Oscar Ier en tant que roi de Norvège.
- Ordre du Lion norvégien : créé en 1904 par le roi de Suède Oscar II en tant que roi de Norvège. Aboli en 1905.
- Ordre royal norvégien du Mérite : créé en 1985 par le roi Olav V.

## Nouvelle-Zélande
- Ordre de la Nouvelle-Zélande.
- Ordre du Mérite.

## Oman
- Ordre de Saïd : créé en 1913 par le sultan Fayçal ibn Turki.
- Ordre d'Oman : créé en 1970 par le sultan Qabus ibn Said.
- Ordre de la Renaissance d'Oman : créé en 1974 par le sultan Qabus ibn Said.
- Ordre du Mérite du Sultan Qaboos : créé en 1977 par le sultan Qabus ibn Said.
- Ordre de l'Honneur : créé en 1978 par le sultan Qabus ibn Said.
- Ordre de Naoman : créé en 1982 par le sultan Qabus ibn Said.
- Ordre du Mérite : créé en 1982 par le sultan Qabus ibn Said.
- Ordre du Sultan Qaboos : créé en 1985 par le sultan Qabus ibn Said.
- Ordre du Sultan Qaboos pour la Science et la Culture : créé en 1990 par le sultan Qabus ibn Said.
- Ordre de l'Appréciation : créé en 1990 par le sultan Qabus ibn Said.
- Ordre de l'Achèvement : créé en 1995 par le sultan Qabus ibn Said.

## Ordre souverain de Malte
- Ordre Pro Merito Melitensi : créé en 1920.

## Ouganda
- Ordre de la Source du Nil.
- Ordre du Service distingué.
- Ordre de la Victoire.

### Royaumes ougandais
- Ordre du Bouclier et des Lances : créé en 1927 par le roi Daudi Chwa II du Bouganda.
- Ordre de la Couronne : créé par un roi du Bounyoro-Kitara.
- Ordre du Lion, de la Couronne et du Bouclier : créé en 1963 par le roi Kamurasi Rukidi III du Toro.

## Ouzbékistan
- Ordre de Dustlik.
- Ordre de Shon Sharaf.
- Ordre Mustaqillik.
- Ordre de Suhrat.

### Émirat deBoukhara
- Ordre Noble de Boukhara : créé en 1881 par l'émir Mozaffer el-Din. Disparu en 1920.
- Ordre de la Couronne de Boukhara : créé en 1886 par l'émir Abdul-Ahad. Disparu en 1920.
- Ordre du Soleil d'Alexandre : créé en 1898 par l'émir Abdul-Ahad. Disparu en 1920.

## Pakistan
- Ordre du Pakistan : créé en 1957.
- Ordre du Nishan-i-Haïdar : créé en 1957.
- Ordre du Nishan-i-Sujaat : créé en 1957.
- Ordre du Nishan-i-Imtiaz : créé en 1957.
- Ordre du Nishan-i-Kidmat : créé en 1957.

### Principauté deBahawalpur
- Ordre du Calife Haroun al-Rachid (Imtiaz-i-Haroonia) : créé en 1903 par le nabab Mohammed-Bahawal-Khan V. Disparu en 1955.
- Ordre d'Imtiaz-i-Satlej : créé par le dernier nabab régnant Sadik-Mohammed-Khan V. Disparu en 1955.
- Ordre d'Imtiaz-i-Abbasia : créé par le dernier nabab régnant Sadik-Mohammed-Khan V. Disparu en 1955.
- Ordre d'Imtiaz-i-Huzzori : créé par le dernier nabab régnant Sadik-Mohammed-Khan V. Disparu en 1955.

## Panama
- Ordre de Vasco Núñez de Balboa créé en 1937.
- Ordre de Manuel Amador Guerrero : créé en 1953.

## Paraguay
- Ordre du Mérite militaire : créé en 1864.
- Ordre national du Mérite : créé en 1865.

## Pays-Bas
- Ordre de l'Union (ou ordre royal du Mérite (royaume de Hollande)) : créé en 1806 par le roi de Hollande Louis Bonaparte (1778 - 1846). Renommé, en 1807, en ordre royal de l'Union (ou ordre royal de Hollande). Disparu en 1810.
- Ordre de Guillaume Ier (militaire), fondé en 1815 par le roi Guillaume Ier des Pays-Bas
- Ordre du Lion néerlandais, fondé en 1815 par le roi Guillaume Ier des Pays-Bas
- Ordre d'Orange-Nassau, fondé le 4 avril 1892 par la régente Emma de Waldeck-Pyrmont
- Ordre de la maison d'Orange : créé en 1905 par la reine Wilhelmine des Pays-Bas (1880 - 1962).
- Ordre de la Couronne : créé en 1969 par la reine Juliana des Pays-Bas (1909 - 2004).
- Ordre pour Loyauté et Mérite : créé en 1969 par la reine Juliana des Pays-Bas (1909 - 2004).
- Ordre de l'Arche d'or : créé en 1971 par le prince-consort Bernhard zur Lippe Biesterfeld (1911 - 2004).
- Ordre du Lion d'or de la maison de Nassau : créé en 1858 par le roi Guillaume III des Pays-Bas (1817 - 1890) et le duc de Nassau, futur grand-duc Adolphe de Luxembourg (1817 - 1905). Ordre commun aux monarchies Néerlandaise et Luxembourgeoise.

## Pérou
Ordres civils :
- Ordre du Soleil : créé en 1821 par le général San Martín.
- Ordre du Mérite des Services distingués.
- Ordre du Mérite Diplomatique

Ordres militaires :
- Ordre militaire d'Ayacucho
- Ordre du Mérite naval
- Ordre du Mérite aéronautique

## Philippines
- Médaille de la Valeur (militaire) : créé en 1901 et réactivée en 1940.
- Ordre des Chevaliers de Rizal : créé en 1916 et officialisé par l'acte législatif no 646 du gouvernement philippin en 1951.
- Rizal Pro Patria : créé en 1951.
- Ordre national de la Légion d'honneur, fondé en 1947 par le président Manuel Roxas.
- Ordre de Sikatuna : créé en 1951.
- Ordre de Lakandula : créé en 2003.

## Pologne
Voir aussi la liste des ordres, décorations et médailles de la Pologne.
| Ruban | Ordre                               | Nom original                                      | Caractéristique    | Fondation              | Période    | Abolition      | Observations                              |
| ----- | ----------------------------------- | ------------------------------------------------- | ------------------ | ---------------------- | ---------- | -------------- | ----------------------------------------- |
|       | Ordre de l'Aigle blanc              | (pl) Order Orła Białego                           | Civil et militaire | 1705 1807 1921 1989    | République | 1795 1830 1945 | par Auguste II de Pologne                 |
|       | Ordre militaire de Virtuti Militari | (pl) '                                            | Civil et militaire | 22 juin 1792 1807 1919 | République | 1795 1831      | créé par Stanislas II Auguste Poniatowski |
|       | Ordre Polonia Restituta             | (pl) '                                            | Militaire          | 1921                   | ?          |                |                                           |
|       | Croix militaire                     | (pl) '                                            | Militaire          | 2006                   |            |                |                                           |
|       | Ordre de Saint-Stanislas            | (pl) Order Świętego Stanisława Biskupa Męczennika | Militaire          | 1765 1807              | 1795       |                | créé par Stanislas II Auguste Poniatowski |

- Ordre de la Croix de Grunwald : créé en 1944.
- Ordre du Drapeau du Travail : créé en 1949.
- Ordre du Mérite : créé en 1974.

## Portugal
- Ordre de la Tour et de l'Épée, fondé en 1459 par le roi Alphonse V. Ordre maintenu par la république.
  - Depuis 1832 et la réforme de Pierre IV, l'ordre est appelé Ordre militaire de la Tour et de l'Épée de Valeur, Loyauté et Mérite
- Ordre de Sainte-Isabelle (Femmes), fondé en 1801 par le roi Jean Prince régent, futur Jean VI. Aboli avec la monarchie portugaise en 1910.
- Ordre de Notre-Dame de l'Immaculée Conception de Vila Viçosa, fondé en 1818 par le roi Jean VI. Aboli avec la monarchie en 1910, l'ordre subsiste comme ordre dynastique de la Maison de Bragance.
- Ordre du Mérite : créé en 1929.
- Ordre de l'Empire : créé en 1932.
- Ordre du Mérite agricole, commercial et industriel
- Ordre Maître Afonso Domingues, en l'honneur de Afonso Domingues, architecte du monastère de Batalha.
- Ordre de l'Infant Dom Henrique : créé en 1960, en l'honneur de Henri le Navigateur (1394 - 1460).
- Ordre de la Liberté : créé en 1976.
- Ordre de l'Instruction publique
- Ordre d'Aviz : ordre religieux militaire créé en 1144 et maintenu par la république.
- Ordre du Christ : créé en 1318 par le roi Denis Ier de Portugal. Aboli avec la monarchie en 1910 puis rétabli par la république en 1918.
- Ordre de Saint Jacques de l'épée : créé en 1290 par le roi Denis Ier de Portugal. Ordre maintenu par la république.

## Qatar
- Ordre de la Vaillance : créé en 1975 par l'émir Khalifa.
- Ordre du Devoir : créé en 1975 par l'émir Khalifa.
- Ordre de l'Indépendance de l'État de Qatar : créé en 1978 par l'émir Khalifa.
- Ordre du Mérite de l'État du Qatar : créé en 1978 par l'émir Khalifa.
- Ordre du Loyal Service : créé en 1992 par l'émir Khalifa.

## Roumanie
- Ordre de l'Étoile de Roumanie : créé en 1877 par le prince Charles Ier (Charles de Hohenzollern-Sigmaringen). Aboli avec la monarchie roumaine en 1947 puis rétabli en 1998 par l'actuelle république.
- Ordre d'Élisabeth (féminin) : créé en 1878 par la princesse Élisabeth de Wied (épouse de Carol Ier). Aboli avec la monarchie en 1947.
- Ordre de la Couronne : créé en 1881 par le roi Carol Ier (Charles de Hohenzollern-Sigmaringen). Aboli avec la monarchie en 1947.
- Ordre de Carol Ier : créé en 1906 par le roi Carol Ier (Charles de Hohenzollern-Sigmaringen). Aboli avec la monarchie en 1947.
- Ordre de Michel le Brave : créé en 1916 par le roi Ferdinand Ier, en souvenir de Michel Ier le Brave. Aboli avec la monarchie en 1947 puis rétabli en 2000 par l'actuelle république.
- Ordre de Ferdinand Ier : créé en 1929 par le prince Carol, futur Carol II, en l'honneur de Ferdinand Ier (1865-1927). Aboli avec la monarchie en 1947.
- Ordre du Mérite aéronautique : créé en 1930 par le roi Carol II. Aboli avec la monarchie en 1947; rétabli en 2000.
- Ordre du Mérite : créé en 1931 par le roi Carol II. Aboli avec la monarchie en 1947.
- Ordre roumain de Hohenzollern : créé en 1931 par le roi Carol II. Aboli avec la monarchie en 1947.
- Ordre du Service fidèle : créé en 1932 par le roi Carol II. Aboli avec la monarchie en 1947 ; rétabli en 2000.
- Ordre de Saint-Georges : créé en 1940 par le roi Carol II. Aboli avec la monarchie en 1947.
- Ordre de l'Étoile de la République populaire de Roumanie : créé en 1948 par la République populaire.
- Ordre du Travail : créé en 1948 par la République populaire.
- Ordre de la Défense de la Mère-Patrie : créé en 1949 par la république populaire.
- Ordre de la Gloire maternelle : créé en 1951 par la République populaire.
- Ordre de la Maternité héroïque : créé en 1951 par la République populaire.
- Ordre du Mérite militaire : créé en 1954 par la République populaire.
- Ordre des Services spéciaux : créé en 1958 par la République populaire.
- Ordre de l'Exploit dans la Défense de l'ordre social : créé en 1958 par la République populaire.
- Ordre du 23 août : créé en 1959 par la République populaire, en l'honneur du 23 août 1944 : Michel Ier de Roumanie proclame alors la loyauté de la Roumanie vis-à-vis des Alliés et déclare la guerre à l'Allemagne nazie.
- Ordre de la Mère-Patrie socialiste : créé en 1963 par la République populaire.
- Ordre de Tudor Vladimirescu : créé en 1966 par la République populaire, en souvenir de Tudor Vladimirescu héros révolutionnaire roumain.

## Royaume-Uni
| Ordre                                 | Nom original                                 | Caractéristique    | Fondation                       | Période                    | Abolition                               | Observations                                |
| ------------------------------------- | -------------------------------------------- | ------------------ | ------------------------------- | -------------------------- | --------------------------------------- | ------------------------------------------- |
| Ordre de la Jarretière                | (en) Order of the Garter                     | Civil (Chevalerie) | 1348 par le roi Édouard III     | Royaume d'Angleterre       |                                         |                                             |
| Ordre du Chardon                      | (en) Order of the Thistle                    | Civil (Chevalerie) | 1687 par le roi Jacques II      | Royaume d'Écosse           |                                         |                                             |
| Ordre du Bain                         | (en) Order of the Bath                       | Civil              | 1725 par le roi George Ier      | Royaume de Grande-Bretagne |                                         |                                             |
| Ordre de Saint-Patrick                | (en) Order of Saint Patrick                  | Civil              | 1783 par le roi Georges III     | Royaume d'Irlande          | 1974                                    |                                             |
| Ordre royal des Guelfes               | (en) Royal Guelphic Order                    | Civil (Chevalerie) | 1815 par le roi George III      | Royaume-Uni                | 1837                                    | Existe aussi à Hanovre                      |
| Ordre de Saint-Michel et Saint-George | (en) Order of Saint Michael and Saint George | Civil              | 1818 par le roi George III      | Royaume-Uni                |                                         | Existe aussi dans les États du Commonwealth |
| Ordre des Indes britanniques          | (en) Order of British India                  | Civil              | 1837 par la Compagnie des Indes | Royaume-Uni                | 1947 avec l'Indépendance de l'Inde      | Décerné dans les Raj britannique            |
| Ordre de l'Étoile d'Inde              | (en) Order of the Star of India              | Civil (Chevalerie) | 1842 par la reine Victoria      | Royaume-Uni                | 1947 avec l'Indépendance de l'Inde      | Décerné dans les Raj britannique            |
| Ordre de l'Empire des Indes           | (en) Order of the Indian Empire              | Civil (Chevalerie) | 1878 par la reine Victoria      | Royaume-Uni                | 1947 avec l'Indépendance de l'Inde      | Décerné dans les Raj britannique            |
| Ordre de la Couronne d'Inde           | (en) Order of the Crown of India             | Civil (Chevalerie) | 1878 par la reine Victoria      | Royaume-Uni                | 1947 avec l'Indépendance de l'Inde      | Décerné dans les Raj britannique            |
| Ordre du Service distingué            | (en) Distinguished Service Order             | Militaire          | 1886 par la reine Victoria      | Royaume-Uni                |                                         | Existe aussi dans les États du Commonwealth |
| Ordre royal de Victoria               | (en) Royal Victorian Order                   | Civil              | 1896 par la reine Victoria      | Royaume-Uni                |                                         | Existe aussi dans les États du Commonwealth |
| Ordre du Mérite                       | (en) Order of Merit                          | Civil et militaire | 1902 par le roi Édouard VII     | Royaume-Uni                |                                         | Existe aussi dans les États du Commonwealth |
| Ordre du service impérial             | (en) Imperial Service Order                  | Civil              | 1902 par le roi Édouard VII     | Royaume-Uni                |                                         | Existe aussi dans les États du Commonwealth |
| Ordre de l'Empire britannique         | (en) Order of the British Empire             | Civil et militaire | 1917 par le roi Georges V       | Royaume-Uni                |                                         | Existe aussi dans les États du Commonwealth |
| Ordre des compagnons d'honneur        | (en) Order of the Companions of Honour       | Civil              | 1917 par le roi Georges V       | Royaume-Uni                |                                         | Existe aussi dans les États du Commonwealth |
| Ordre de Birmanie                     | (en) Order of Burma                          | Civil              | 1940 par le roi Georges V       | Royaume-Uni                | 1948 avec l'Indépendance de la Birmanie |                                             |

## Russie
La Russie moderne a connu principalement trois régimes politique : le régime impérial (1698 à 1917), le régime soviétique (1918 à 1991), et le régime actuel de la fédération de Russie depuis 1992. Chaque régime a créé un système de récompense propre. La Russie soviétique - malgré une rupture brutale avec le régime précédent - va "s'appuyer" sur les traditions précédemment acquises. De même la fédération de Russie, en dehors de plusieurs créations propres, va restaurer plusieurs ordres de la période impériale et adapter plusieurs ordres de la période communiste.

### Empire russe
Sous le tsar puis empereur Pierre Ier :
- Ordre impérial de Saint-André Apôtre le Premier Nommé, fondé en 1698.
- Ordre impérial de Sainte-Catherine, la Grande Martyre – Ordre de la Libération (délivrance), fondé en 1714 (femmes).

Sous l'impératrice Catherine Ire :
- Ordre impérial de Saint-Alexandre Nevski, Prince orthodoxe, souhaité en 1722 par Pierre Ier, mais institué par son épouse.

Sous l'impératrice Catherine II :
- Ordre impérial et militaire de Saint-Georges, martyr et victorieux, fondé en 1769.
- Ordre impérial de Saint-Vladimir, prince et égal aux apôtres, fondé en 1782.

Sous l'empereur Paul Ier :
- Ordre impérial de Sainte-Anne, fondé en 1735 par le duc Charles Frédéric de Holstein-Gottorp.
- Ordre du Grand Prieuré Russe (de Malte).

Sous l'empereur Nicolas Ier :
- Ordre impérial et royal de l’Aigle blanc, fondé en 1705 par le roi de Pologne Auguste II.
- Ordre impérial et royal de Saint-Stanislas, fondé en 1765 par le roi de Pologne Stanislas II.
- Ordre Virtuti Militari, fondé en 1792 et instauré en Russie en 1831.

### Fédération de Russie
- Ordre de Saint-André, ancien ordre impérial restauré, le 1er juillet 1998.
- Ordre de Saint-Georges, ancien ordre impérial restauré, pour les mérites militaires à des officiers et croix de Saint-Georges (8 août 2000), pour sous-officiers, soldats et marins.
- Ordre du Mérite pour la Patrie, créé le 2 mars 1994, comprenant 4 classes.
- Ordre de Sainte-Catherine, la grande martyre, ancien ordre impérial restauré, en 2012.
- Ordre d'Alexandre Nevski, ancien ordre impérial russe restauré le 20 mars 1992, adaptation de l'ordre soviétique, nommé en l'honneur de Alexandre Nevski (1220 - 1263), héros national russe.
- Ordre de Souvorov, adaptation de l'ordre soviétique (20 mars 1992), nommé en l'honneur de Alexandre Souvorov († 1800), général russe.
- Ordre d'Ouchakov, adaptation de l'ordre soviétique (20 mars 1992), nommé en l'honneur de Fiodor Fiodorovitch Ouchakov (1744 - 1817), amiral russe.
- Ordre de Joukov, créé le 9 mai 1994, nommé en l'honneur de Gueorgui Joukov (1896 - 1974), militaire et un homme politique russe puis soviétique.
- Ordre de Koutouzov, adaptation de l'ordre soviétique (20 mars 1992), nommé en l'honneur de Mikhaïl Koutouzov (1745 - 1813), général en chef des armées de Russie.
- Ordre de Nakhimov, adaptation de l'ordre soviétique (20 mars 1992), nommé en l'honneur de Pavel Nakhimov (1802 - 1855), amiral russe.
- Ordre du Courage, adaptation de l'ordre soviétique (2 mars 1994).
- Ordre du Mérite militaire, créé le 2 mars 1994.
- Ordre du Mérite maritime, créé le 27 février 2002.
- Ordre de l'Honneur, adaptation de l'ordre soviétique (2 mars 1994).
- Ordre de l'Amitié, adaptation de l'ordre soviétique (2 mars 1994).
- Ordre de la Gloire parentale, adaptation de l'ordre soviétique (13 mai 2008).

Décorations orthodoxes russes du Patriarcat de Moscou et de toute la Russie
- Ordre de Saint Serge de Radonège [3 classes] (institué le 26 décembre 1978, mais sa forme actuelle date d'octobre 1999). Cet Ordre, nommé en l'honneur de Saint Serge, est décerné par le Patriarcat de Moscou et de toute la Russie.

## Rwanda
- Ordre royal du Lion : créé en 1950 par le roi Mutara III du Ruanda. Aboli avec la monarchie en 1961.
- Ordre national de la Paix : créé en 1980 par la république.
- Ordre national du Rwanda.
- Ordre des Mille Collines.
- Ordre des Grands Lacs.

## Saint-Marin
- Ordre de San-Marino, fondé en 1859 par le Grand-Conseil
- Ordre de Santa-Agata : créé en 1923.

## Salvador
- Ordre national José Matías Delgado
- Ordre du Libérateur des Esclaves José Simeón Cañas

## Sénégal
- Ordre national du Lion du Sénégal
- Ordre du Mérite du Sénégal
- Ordre du 20-Août : créé en 1960.

## Serbie
- Ordre de la Croix de Takovo : créé en 1865 par le prince Michel III Obrenović de Serbie.
- Ordre de l'Aigle blanc (Serbie) : créé en 1882 par le roi Milan Ier de Serbie.
- Ordre royal de Saint-Sava, instauré en 1883 par le roi Milan Ier de Serbie en l’honneur de saint Sava premier archevêque de l’Église serbe. Pour les sciences et les arts.
- Ordre de Saint-Lazare : créé en 1889 par le roi Alexandre Ier de Serbie en l’honneur de Miloš Obilić († 1389). Aboli en 1903.
- Ordre de l'Étoile de Karageorge : créé en 1904 par le roi Pierre Ier de Serbie en l’honneur de Karađorđe (1752 - 1817).

## Sierra Leone
- Ordre de la République : créé en 1972.
- Ordre de Rokel.

## Sikkim
- Ordre du Joyau du Sikkim : créé en 1972 par le roi Palden-Thondup-Namgyal. Disparu avec la monarchie en 1975.

## Singapour
- Ordre de Temasek : créé en 1962.
- Ordre du Service Distingué : créé en 1968.
- Ordre de Nila Utama : créé en 1975.

## Slovaquie
- Ordre du Prince Pribina : créé en 1940 en l'honneur de Pribina. Aboli en 1945.
- Ordre de la Croix slovaque : créé en 1940. Aboli en 1945.
- Ordre d'Andrej Hlinka : créé par l'actuelle république en l'honneur de Andrej Hlinka (1864 - 1938).
- Ordre de Ľudovít Štúr : créé par l'actuelle république en l'honneur de Ľudovít Štúr (1815 - 1856).
- Ordre de la Double Croix Blanche : créé en 1994 par l'actuelle république.

## Slovénie
- Ordre de la Liberté.
- Ordre de la Liberté d'Or.
- Ordre pour Services exceptionnels.
- Ordre pour Services d'or.
- Ordre pour Services d'argent.
- Ordre du Général Maister.
- Ordre de l'Armée slovène.

## Somalie
- Ordre de l'Étoile de Somalie : créé en 1960.

## Soudan
- Ordre des Deux Nils : créé en 1961.
- Ordre de la République : créé en 1961.

## Suède
- Ordre du Glaive, fondé en 1522 par le roi Gustav Vasa,
- Ordre de l'Amarante, fondé en 1653 par Christine Vasa, roi de Suède,
- Ordre des Séraphins, fondé le 23 février 1748 par le roi Frédéric Ier,
- Ordre de l'Épée, fondé en 1748 par le roi Frédéric Ier,
- Ordre royal de l’Étoile polaire, fondé en 1748 par le roi Frédéric Ier,
- Ordre de Vasa, fondé en 1772 par le roi Gustave III,
- Ordre de Charles XIII, fondé en 1811 par le roi Charles XIII.

## Suisse
Des ordres civils ou militaires furent irrégulièrement attribués par des cantons mais furent supprimés au XIXe siècle, en raison de l'égalité des droits et du risque de dépendance envers un État étranger. Les fonctionnaires, les parlementaires et les militaires ne peuvent ni accepter, ni porter une décoration étrangère sauf dérogations (article 12 de constitution fédérale, supprimé en 1999 et transposé en loi en 2001),.

## Suriname
- Ordre de l'Étoile jaune.
- Ordre du Mérite.

## Eswatini
- Ordre de Sobhuza II.

## Syrie
Ordres nationaux :
- Ordre des Omeyyades : créé en 1934.
- Ordre du Mérite syrien : créé en 1926. Remplacé par l'ordre du Mérite civil.
- Ordre du Mérite civil syrien : créé en 1953.
- Ordre du Mérite militaire : créé en 1953.

Ordres spécifiques :
- Ordre de la Campagne de Palestine : créé en 1951.
- Ordre de la Famille syrienne : créé en 1952.
- Ordre du Dévouement : créé en 1953.
- Ordre de l'Honneur militaire : créé en 1953.
- Ordre des blessés : créé en 1953.

## Tadjikistan
- Ordre de Sitorai du Président du Tadjikistan.

## Tanzanie
- Ordre de la Torche du Kilimandjaro.
- Ordre de la Déclaration d'Arusha.

## Tchad
- Ordre national du Tchad
- Ordre du mérite civique du Tchad, créé en 1963
- Ordre du mérite agricole du Tchad

## République tchèque
- Ordre du Faucon (ou Ordre Sokol) : créé en 1918. Disparu en 1948 (Tchécoslovaquie).
- Ordre de Charles IV : créé en 1936. Disparu en 1948 (Tchécoslovaquie).
- Ordre de Jan Zizska de Trocnova : créé en 1946. N'a plus été décerné à partir de 1948 (Tchécoslovaquie).

| Ordre                                | Nom original                       | Caractéristique | Fondation | Période         | Abolition | Observations |
| ------------------------------------ | ---------------------------------- | --------------- | --------- | --------------- | --------- | ------------ |
| Ordre du Lion blanc                  | (cs) Řád bílého lva                | Civil           | 1920      | Tchécoslovaquie |           |              |
| Ordre du Lion blanc pour la Victoire | (cs) Řád bílého lva „Za vítězství“ | Civil           | 1945      | Tchécoslovaquie |           |              |
| Ordre de Klement Gottwald            | (cs) Řád Klementa Gottwalda“       | Civil           | 1953      | Tchécoslovaquie |           |              |
| Ordre du 25 février                  | (cs) ?                             | Civil           | 1953      | Tchécoslovaquie |           |              |
| Ordre de la République               | (cs) ?                             | Civil           | 1953      | Tchécoslovaquie |           |              |
| Ordre de Tomáš Garrigue Masaryk      | (cs) Řád Tomáše Garrigua Masaryka  | Civil           | 1990      | Tchécoslovaquie |           |              |

## Thaïlande
- Ordre des Neuf Gemmes (ou Ordre des Neuf Pierres précieuses) : créé en 1851 par le roi Mongkut Rama IV.
- Ordre de l’Éléphant blanc : créé en 1861 par le roi Mongkut Rama IV.
- Ordre de la Couronne : créé en 1869 par le roi Chulalongkorn Rama V.
- Ordre de Chula Chom Klao : créé en 1873 par le roi Chulalongkorn Rama V
- Ordre de la Dynastie Chakri : créé en 1884 par le roi Chulalongkorn Rama V.
- Ordre de Ratana Varabhorn : créé en 1911 par le roi Vajirawudh Rama VI.
- Ordre de Rama : créé en 1918 par le roi Vajirawudh Rama VI.
- Ordre de Vallababhorn : créé en 1919 par le roi Vajirawudh Rama VI.
- Ordre du Mérite civil : créé en 1950 par le roi Bhumibol Adulyadej Rama IX.
- Ordre de Direkgunabhorn : créé en 1951 par le roi Bhumibol Adulyadej Rama IX.
- Ordre de Rajamitrabhorn : créé en 1962 par le roi Bhumibol Adulyadej Rama IX.

### Siam(1238 - 1939)
- Le Saint-Ordre, ordre de chevalerie fondé en 1869 et réservé à la famille royale

## Togo
- Ordre du Mono : créé en 1961.
- Ordre national du Mérite

## Tonga
- Ordre du Roi George Tupou Ier : créé par le roi George Tupou Ier.
- Ordre de Pouono : créé en 1893 par le roi George Tupou II.
- Ordre de la Couronne de Tonga : créé en 1913 par le roi George Tupou II.
- Ordre de la Reine Salote Tupou III : créé en 2008 par le roi George Tupou V.
- Ordre de la Famille du Roi George Tupou V : créé en 2008 par le roi George Tupou V.
- Ordre de Saint-Georges : créé en 2009 par le roi George Tupou V.
- Ordre de la Maison royale : créé en 2009 par le roi George Tupou V.

## Tunisie

### Régence de Tunis
- Ordre de la Gloire (Nichan el-Iftikhar), fondé entre 1835 et 1837 et institué par Ahmed Ier, 17e bey de Tunis. Aboli avec la monarchie en 1957.
- Ordre du Sang (Nichan ad-Dam) : créé en 1839 par Ahmed Ier, 17e bey de Tunis. Aboli avec la monarchie en 1957.
- Ordre husseïnite (Nichan el-Aila) : créé en 1841 par Ahmed Ier, 17e bey de Tunis. Aboli avec la monarchie en 1957.
- Ordre du Pacte fondamental (Nichan el-Ahed el-Aman) : créé en 1860 par Sadok Bey, 19e bey de Tunis. Aboli avec la monarchie en 1957.
- Ordre de l'Indépendance (Nichan el-Istiklal) : créé en 1956 par Lamine Bey, 26e et dernier bey de Tunis. Ordre maintenu par la république en 1957.

### République tunisienne
Ordres en vigueur :
- Ordre de l'Indépendance (Nichan el-Istiklal). 5 grades.
- Ordre de la République : créé en 1959 en 5 grades.
- Ordre National du Mérite (5 grades).

Ordres abolis : 
- Ordre du Mérite du Président Bourguiba : créé en 1963 par la république, sous Habib Bourguiba (1903-2000).
- Ordre du Mérite culturel : créé en 1966 par la république.
- Ordre du Mérite académique : créé en 1985 par la république.
- Ordre du 7-Novembre : créé en 1988 par la république.

## Turkménistan
- Ordre Watan : créé en 2007.

## Turquie

### Empire ottoman
- Ordre du Croissant (Nichan Hilal), fondé en 1799 par l'empereur Sélim III. Disparu en 1831.
- Ordre de la Gloire (Nichan Iftikhar), fondé en 1831 par l'empereur Mahmoud II. Aboli avec la monarchie en 1922.
- Ordre du Médjidié, fondé en 1852 par l'empereur Abdülmecit Ier. Aboli avec la monarchie en 1922.
- Ordre de l'Osmanié, fondé en 1861 par l'empereur Abdulaziz Ier. Aboli avec la monarchie en 1922.
- Ordre de la Charité (Nichan Chefakat) (femmes) : créé en 1878 par l'empereur Abdülhamid II. Aboli avec la monarchie en 1922.
- Ordre du Mérite (Nichan Imtiaz) : créé en 1879 par l'empereur Abdülhamid II. Aboli avec la monarchie en 1922.
- Ordre d'Hanedani-Ali-Osman : créé en 1893 par l'empereur Abdülhamid II. Aboli avec la monarchie en 1922.
- Ordre d'Ertogroul : créé en 1903 par l'empereur Abdülhamid II. Aboli avec la monarchie en 1922.

### États tributaires de l'Empire ottoman
- Ordre du mérite militaire, province de Roumanie
- Ordre du Nichan Iftikhar, province de Tunis

### Turquie
- Ordre de l'État (Nichan Devlet) : créé par la république.
- Ordre du Mérite (Nichan Liyakat) : créé par la république.
- Ordre de la République (Nichan Cumhuriyet) : créé par la république.
- Ordre d'Honneur des Forces turques (Nichan Seref) : créé par la république.
- Ordre de la Fierté des Forces turques (Nichan Ovünç) : créé par la république.

## Ukraine
Liste des ordres, décorations et médailles de l'Ukraine.
- Ordre du Prince Iaroslav le Sage. Ordre créé par Leonid Koutchma en mémoire de Iaroslav le Sage.
- Ordre du Mérite.
- Ordre de Bogdan Khmelnitski. Ordre créé par Leonid Koutchma en mémoire de Bogdan Khmelnitski
- Héros de l'Ukraine.
- Ordre « pour le Courage ».
- Ordre de la Liberté.

## Union européenne
- Ordre européen du Mérite

## Union soviétique
L'URSS décerna plusieurs médailles et distinctions en rapport avec le communisme, comme l'ordre de Lénine ou le titre d'héros du travail socialiste ou glorifiant des exploits militaires. Les dirigeants de l'URSS utilisèrent ces récompenses pour renforcer leurs cultes de la personnalité. Plusieurs de ces honneurs furent réadaptés par les républiques soviétiques devenues indépendantes.
- Ordre de la Victoire (8 novembre 1943), décerné à 19 reprises.
- Ordre de Lénine (6 avril 1930), en l'honneur de Lénine (1870 - 1924), révolutionnaire et homme politique russe.
- Ordre de la Révolution d'Octobre (31 octobre 1967).
- Ordre du Drapeau rouge (1er août 1924), premier ordre créé par l'URSS.
- Ordre de Souvorov (29 juillet 1942) [3 classes], en l'honneur de Alexandre Souvorov († 1800), général russe.
- Ordre d'Ouchakov (3 mars 1944) [2 classes], en l'honneur de Fiodor Fiodorovitch Ouchakov (1744 - 1817), amiral russe.
- Ordre de Koutouzov (29 juillet 1942) [3 classes] - une troisième classe est rajoutée le 8 février 1943, en l'honneur de Mikhaïl Koutouzov (1745 - 1813), général en chef des armées de Russie.
- Ordre de Nakhimov (3 mars 1944) [2 classes], en l'honneur de Pavel Nakhimov (1802 - 1855), amiral russe.
- Ordre de Bogdan Khmelnitski (10 octobre 1943) [3 classes], en l'honneur de Bogdan Khmelnitski (1596 - 1657), hetman des Cosaques d'Ukraine.
- Ordre d'Alexandre Nevski (29 juillet 1942), en l'honneur de Alexandre Nevski (1220 - 1263), héros national russe.
- Ordre de la Guerre patriotique (20 mai 1942) [2 classes].
- Ordre de l'Étoile rouge (6 avril 1930).
- Ordre de la Gloire (8 novembre 1943) [3 classes].
- Ordre du Service pour la Patrie dans les Forces armées (28 octobre 1974) [3 classes].
- Ordre du Drapeau rouge du Travail (7 septembre 1928).
- Ordre de l'Amitié des peuples (17 décembre 1972).
- Ordre de l'Insigne d'honneur (25 novembre 1935).
- Ordre de l'Honneur (28 décembre 1988), remplace à cette date le précédent.
- Ordre du Courage personnel (28 décembre 1988).
- Ordre de la Gloire au Travail (18 janvier 1974) [3 classes].
- Ordre de la Gloire maternelle (8 juillet 1944) [3 classes].

## Uruguay
- Ordre Militaire du Mérite des Compagnons d'Artigas : créé en 1980.

## Vatican
- Ordre du Christ, fondé en 1320 par le pape Jean XXII
- Ordre de Saint-Pierre, fondé en 1521 par le pape Léon X
- Ordre de Saint-Paul, fondé en 1540 par le pape Pie IV.
- Ordre de l'Éperon d'or, fondé en 1539 par le pape Paul III. Aboli en 1841 puis rétabli en 1905.
- Ordre de Saint-Jean-de-Latran, fondé en 1560 par le pape Pie IV. Disparu.
- Ordre équestre du Saint-Sépulcre de Jérusalem, institué en 1949 par le Pape Pie XII
- Ordre du Maure : créé en 1806 par le pape Pie VII. Aboli en 1870.
- Ordre de Saint-Grégoire-le-Grand, fondé en 1831 par le pape Grégoire XVI
- Ordre de Saint-Sylvestre, fondé en 1841 par le pape Grégoire XVI
- Ordre de Pie IX, fondé en 1847 par le pape Pie IX
- Ordre de Sainte-Cécile : créé en 1847 par le pape Pie IX. Aboli en 1870.

## Venezuela
Ordres supprimés : 
- Ordre du Mérite du Venezuela (1861)

Ordres nationaux civil en vigueur :
- Ordre du Libérateur Simón Bolívar (1854) - Collier + 5 grades.
- Ordre de Francisco de Miranda : créé en 1939. 3 grades.

Et de nombreux ordres militaires et régionaux.

## Vietnam

### République démocratique du Viêt Nam
- Ordre de l'Étoile d'or : créé en 1947.
- Ordre d'Hồ Chí Minh : créé en 1981.

### République du Viêt Nam
- Ordre national du Vietnam : créé en 1950 par l'empereur Bao-Daï.
- Ordre du Service distingué de l'Armée de Terre.
- Ordre du Service distingué de la Marine.
- Ordre du Service distingué des Forces de l'Air.

### Indochine française
- Ordre du Gong d'Or (ou Ordre du Khim Khanh) : créé en 1873 par l'empereur Tu-Duc. Aboli en 1945.
- Ordre du Dragon d'Annam : créé en 1884 par l'empereur Dong-Khanh. Aboli en 1950.

## Yémen
- Ordre royal du Mérite : créé en 1935 par le roi Yahya. Aboli avec la monarchie en 1962.
- Ordre de Marib : créé en 1972 par la république.
- Ordre de Saba.
- Ordre de l'Honneur.

## Zambie
- Ordre de l'Aigle de Zambie : créé en 1965.
- Ordre du Grand Compagnon de la Liberté.

## Zanzibar
- Ordre de l'Étoile brillante : créé en 1875 par le sultan Bargach. Disparu en 1964.
- Ordre al-Hamoudieh : créé en 1897 par le sultan Hamoud. Aboli en 1911.
- Ordre al-Aliyeh : créé en 1905 par le sultan Ali II. Aboli en 1911.

## Zimbabwe
- Ordre du Mérite du Zimbabwe : créé en 1981.
- Ordre royal du Monomotapa : créé en 2005.

## Annexe